# Invasión lusobrasileña
La Invasión lusobrasileña, también conocida como Invasión portuguesa de 1816 o Segunda Invasión portuguesa de 1816, (en portugués: Guerra contra Artigas) es el nombre que los contemporáneos de los hechos e historiadores han dado al conflicto armado que se produjo entre 1816 y 1820 en la totalidad del territorio actual de la República Oriental del Uruguay, en la Mesopotamia argentina y el sur del Brasil, y que tuvo como resultado la anexión de la Banda Oriental al Reino del Brasil, con el nombre de Provincia Cisplatina.
Los beligerantes fueron, de un lado, los orientales artiguistas, liderados entonces por el caudillo José Gervasio Artigas y algunos caudillos de otras provincias que componían la Liga Federal y que optaron por seguirlo, como el comandante guaraní Andresito Guazurarí. Del otro lado combatieron las tropas del Reino Unido de Portugal, Brasil y Algarve, dirigidas por el portugués Carlos Federico Lecor (1764-1836).
En el frente naval, el conflicto excedió ampliamente la región del Río de la Plata y el litoral argentino para extenderse globalmente, ya que los corsarios artiguistas acosaron a los buques portugueses y españoles en Europa, África y el Caribe.
La invasión lusobrasileña fue un conflicto militar que en la actualidad posee pocas fuentes de información en comparación con otros temas. Esto se debe principalmente a dos causas: el desinterés hacia este conflicto mostrado por los fundadores de la historiografía uruguaya (Juan Zorrilla de San Martín, Francisco Bauzá, etc.) debido a que pretendían crear una apoteosis de la figura de Artigas y el desinterés de los historiadores actuales, que prefieren abordar otros temas que les parecen más relevantes de la época, como los cambios sociales, políticos y culturales, producidos y fomentados por Artigas.

## Causas

Planisferio Cantino (de 1502), en el que se encuentra marcada la línea de Tordesillas. La región del Río de la Plata fue zona de frontera entre España y Portugal y como tal, zona de alta conflictividad y teatro de cruentas luchas a lo largo de varios siglos.

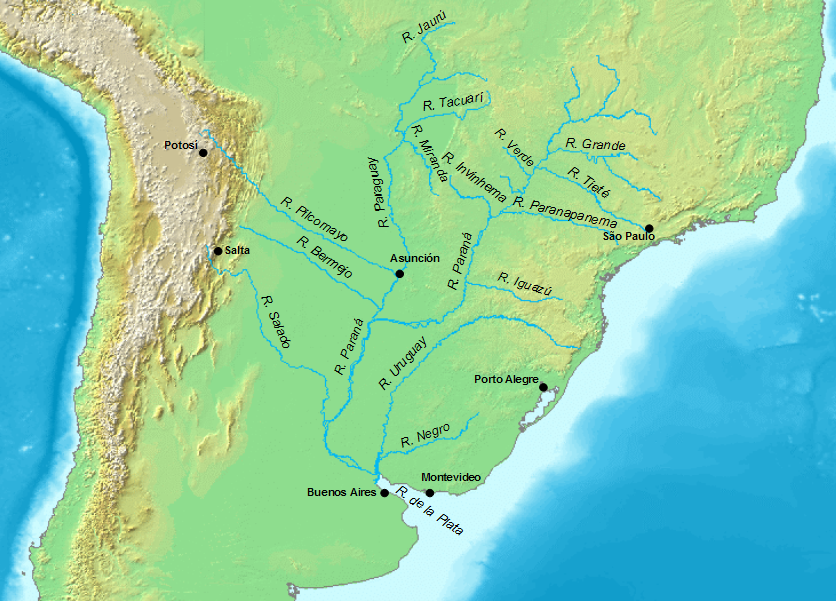
La Cuenca del Río de la Plata.

Las causas que llevaron al rey de Portugal Juan VI de Braganza, instalado desde 1808 en Río de Janeiro, a lanzarse a la conquista de la Banda Oriental pueden dividirse en «generales y circunstanciales».
Entre las primeras se encuentra, en lugar principal, la antigua aspiración portuguesa de llevar las fronteras del Brasil hasta la costa del Río de la Plata, sosteniendo que el límite coincidía con la Línea de Tordesillas, mediante la cual España y Portugal se habían dividido el mundo en 1494. Por esa razón, la región del Río de la Plata fue área de frontera entre España y Portugal y como tal, zona de alta conflictividad y teatro de cruentas luchas a lo largo de los siglos, incluso luego de que las colonias americanas se independizaran de las potencias europeas. El historiador argentino Liborio Justo (1902-2003), quien calificó de «atávico» a este conflicto, cita las siguientes palabras de Ramón J. Cárcano:

Las luchas y rivalidades de Portugal y España se concentraban en América en la región del Plata. Persisten en todas las etapas del tiempo secular: el descubrimiento, la conquista, la colonia, el reino, el imperio, la república, la dictadura... ¡Notable caso de la historia humana! ¡Contienda de tres siglos!
Ramón J. Cárcano

El Río de la Plata resultaba estratégico debido a que es el punto de salida de una extensa cuenca fluvial, la quinta del mundo, que se interna hasta el corazón de América del Sur, desde cerca de las zonas mineras del Potosí en la actual Bolivia, pasando por el Paraguay, el Mato Grosso y llegando hasta São Paulo. Adicionalmente, la Banda Oriental, en el siglo XVIII y comienzos del XIX, era una zona de importante riqueza agropecuaria, en la que, organizada sobre las antiguas vaquerías, se producía el tasajo, alimento básico de los esclavos de origen africano que constituían la base de la economía brasileña.
Siguiendo esa línea histórica conflictiva, en 1536 Buenos Aires fue fundada con el fin de impedir que los portugueses remontasen el Río de la Plata.
Durante el periodo en el que el reino de Portugal estuvo integrado en la monarquía católica, entre 1580 y 1640, se relajaron las precauciones españolas para cuidar las mal definidas fronteras entre ambos reinos, circunstancia que aprovechó Portugal para extender el territorio del Brasil, hacia el oeste y hacia el sur.
En 1680 el Reino de Portugal fundó la Colonia del Sacramento, primer asentamiento en el actual territorio uruguayo, exactamente frente a Buenos Aires, en la otra margen del Río de la Plata. Desde ese momento se suceden varios enfrentamientos y acuerdos precarios entre portugueses y españoles en la Banda Oriental y la zona de Las Misiones, conocidas como las guerras del Río de la Plata.
Portugal aprovechó también las agitadas circunstancias políticas producidas a partir de la invasión napoleónica a España en 1808, presentando a la princesa Carlota Joaquina, esposa de Juan VI y hermana del rey Fernando VII, cautivo de Napoleón, como la mejor alternativa para preservar los intereses de la corona española. Empero, la lucha común contra Napoleón Bonaparte ―quien invadió España con el objetivo de atacar a Portugal, ya que su gobierno no acataba el bloqueo continental impuesto por este a Gran Bretaña― llevó a Portugal a evitar un desacuerdo con España y la ocupación fue postergada.
Antecedentes directos de la empresa conquistadora de 1816 fueron la ocupación de las Misiones Orientales en 1801 por tropas portuguesas, comandadas por el bandeirante José Francisco Borges do Canto y los intentos de generar un protectorado durante la crisis de 1808. Dicha crisis se originó cuando el gobernador de Montevideo, Francisco Javier de Elío, entró en conflicto con el virrey del Río de la Plata, Santiago de Liniers, que llegó a la ruptura política con la constitución de la Junta de Montevideo el 21 de septiembre de ese año. La monarquía portuguesa aprovechó la situación enviando al militar y diplomático Joaquín Javier Curado ―lo que se conoce como Misión Curado― a ofrecer, en términos conminatorios, la aceptación del protectorado en la Banda Oriental con el argumento de preservarla de un virrey al que consideraba «afrancesado».
Elío, en un principio, rechazó dicha oferta, pero el devenir de los hechos políticos a partir de la Revolución de Mayo de 1810 en Buenos Aires permitió a los portugueses, en dos ocasiones, intentar la toma armada del territorio oriental. Esas ocasiones fueron las de 1811 y las de 1816.
Debe mencionarse que las ricas y estratégicas Misiones Orientales siguieron siendo un territorio disputado por los nuevos países (Brasil, Argentina, Uruguay y Paraguay) hasta la Guerra de la Triple Alianza, en que la soberanía brasileña quedaría finalmente asegurada.
La invasión portuguesa de 1811, fue producto de una solicitud del entonces devenido en virrey del Río de la Plata, Francisco Javier de Elío, en apoyo de las autoridades españolas contra los revolucionarios artiguistas. Dicha invasión se realizó en el contexto, como ya se ha mencionado, de la Revolución de Mayo, donde por influencia de la misma Elío fijó la capital del Virreinato del Río de la Plata en Montevideo, convirtiéndose de esa forma en virrey. La revolución se había logrado infiltrar en la Banda Oriental tras el Grito de Asencio. José Artigas y José Rondeau comandaban las tropas rebeldes que, tras la batalla de Las Piedras, pusieron sitio a Montevideo el 21 de mayo de 1811. Elío, a pesar de estar sitiado y en considerables dificultades, logró bloquear con una flota naval realista el puerto de Buenos Aires y llamó en su auxilio a los portugueses. Un mes después, en julio, se despachó desde Río de Janeiro hacia el Sur un ejército de 4000 hombres al mando del general Diego de Souza. Derrotado en Paraguay y Alto Perú ―actual Bolivia― y con el comercio impedido por el sitio naval de Elío, el gobierno bonaerense buscó a partir de agosto un acuerdo con Montevideo y el territorio oriental a cambio de retirar el bloqueo portuario y la retirada de los portugueses. Los orientales rechazaron el acuerdo, que los abandonaba en poder del enemigo, y siguieron a Artigas en el episodio conocido como el Éxodo del Pueblo Oriental. Las tropas portuguesas no habían abandonado el territorio oriental sino hasta agosto de 1812 cuando, con el apoyo del gobierno británico, Buenos Aires aseguró el cumplimiento del Armisticio de 1811 a través del Acuerdo Rademaker-Herrera de 1812.
La coyuntura de 1816, contra la revolución agraria artiguista en pleno desarrollo ―que supuso la derrota militar del caudillo José Gervasio Artigas―, la situación de guerra entre el movimiento federal y Buenos Aires (que prácticamente aseguraba la neutralidad, por lo menos, del gobierno central de las Provincias Unidas ante la ocupación del territorio oriental) y la realidad europea, signada por la Restauración y el legitimismo que negaba a las colonias su derecho a independizarse de las monarquías titulares (lo que garantizaba a Portugal contra la eventual reacción hostil de España), resultó ideal para la realización del antiguo objetivo. Esas fueron las principales circunstancias.
La alicaída familia real portuguesa que en 1808 había emigrado a Río de Janeiro huyendo de la invasión napoleónica no tenía nada que ver con la orgullosa Corte que en 1816 preocupaba a Inglaterra por sus aspiraciones expansivas. Mucha agua había corrido bajo los puentes y otros vientos soplaban tanto en Europa como en América. Las infinitas posibilidades del inmenso y rico territorio del Brasil, el desarrollo económico producido por la apertura de los puertos brasileños al comercio internacional ―decisión de 1808― y la lejanía respecto de los conflictos europeos provocaron en la dirección política portuguesa una idea audaz. Convertir al Brasil en el centro de decisión del reino y sede permanente de sus autoridades. La presencia del gobierno portugués en América cambió sustancialmente la visión geopolítica de sus dirigentes. Dicha idea fue seriamente considerada por el rey particularmente después del fallecimiento de su madre, la reina María, ocurrido en marzo de 1816, quien estaba mentalmente inhibida desde mucho tiempo atrás. El príncipe regente don Juan ascendió por fin al trono con nombre de Juan VI.
El flamante monarca dio a su política un sesgo definidamente americano. Brasil parecía asegurar a los Braganza un destino mundial de primer orden, cosa que el pequeño Portugal ya no volvería a ofrecer.

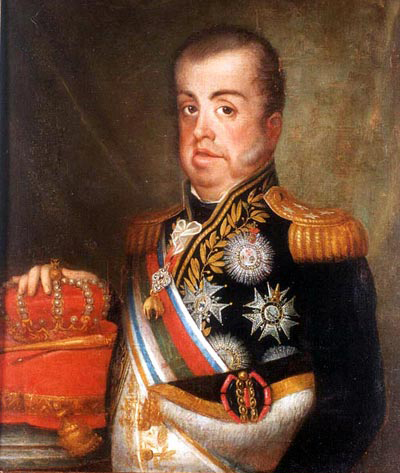
Juan VI de Portugal, el rey del Reino Unido de Portugal, Brasil y Algarve, trató de cerciorarse al máximo de que su campaña de conquista a la Banda Oriental, no sufriera ningún problema.

Un decreto casi de inmediato transformó al Reino de Portugal en Reino Unido de Portugal, Brasil y Algarve; el Brasil dejaba de ser una colonia y pasaba a formar el Reino del Brasil parte esencial del Estado. A partir de ese momento la política expansiva se acentuó y la idea de un Imperio del Brasil fue alentada y respaldada. Semejante política no coincidía con los planes de Inglaterra, y a ella se opuso el ministro británico Lord Strangford, que tenía anteriormente una gran influencia sobre el gobierno. El diferendo culminó cuando el propio rey pidió a Londres, en abril de 1815, la sustitución del diplomático, lo que obtuvo casi de inmediato. Estas circunstancias no alteraron la vieja dependencia de Portugal, y luego del Brasil Imperial, respecto a la política económica del Imperio Británico. Pero la relativa emancipación de Juan VI respecto a la potencia británica que hasta ese momento había controlado cercanamente la política portuguesa le permitió ejecutar su viejo proyecto de invadir y anexar la Provincia Oriental. Particular interés en el proyecto, tenían los hacendados de Río Grande del Sur, que, por una parte, aspiraban al control del puerto ultramarino de Montevideo como forma de canalizar su actividad comercial (las fuertes tendencias autonómicas e incluso separatistas de la región tenían el máximo interés en contar con una salida propia que los vinculase al comercio internacional), y por la otra, se sentían preocupados por la aplicación del reglamento rural artiguista, aprobado en septiembre de 1815, por el que se establecía la facultad de confiscación de las tierras de los enemigos de la revolución con su irrespeto al derecho de propiedad y el fenómeno del pueblerío rural repartiéndose las tierras, bajo la consigna de que «Los más infelices serán los más privilegiados».
Además, bajo el caos imperante en las Provincias Unidas, que se declararon independientes tras el Congreso de Tucumán, y el «radicalismo» de Artigas, se consideraba a la Provincia Oriental como un peligroso centro de propagación de la «anarquía» a impulsos de la «montonera» federalista y republicana.
.
No es de extrañar entonces que el Marqués de Alegrete, jefe militar riograndense, haya realizado máximos esfuerzos en pro de la empresa de conquista, y que los que serían más tarde destacados caudillos del separatismo riograndense, Bento Gonçalves da Silva y Bento Manuel Ribeiro, hayan jugado en esta un papel de primer orden (que, los vincularía, en circunstancias posteriores, a los caudillos Lavalleja y Rivera).
También, los emigrados españoles y americanos que habían procurado refugio en Brasil persuadieron al rey portugués y brasileño Juan VI, para que iniciara una campaña militar sobre la Banda Oriental con el fin de conquistarla. Gaspar de Vigodet, último gobernador español colonialista de Montevideo, y el fraile español Cirilo Alameda promovieron la aventura con la esperanza de que, una vez obtenida la victoria, Portugal regresaría esos territorios al dominio español. Los porteños unitarios exiliados por el motín de Fontezuelas, encabezados por Carlos de Alvear, esperaban una derrota de Artigas, líder del federalismo suministrando a la Corte Portuguesa-brasileña toda clase de informaciones, con lo que apoyaron sus planes de conquista.
Y los orientales antiartiguistas (Mateo Magariños, José Batlle y Carreó) hicieron también un importante esfuerzo al respecto. Particular importancia tuvo Nicolás Herrera, que reunía en su persona el doble carácter de oriental enfrentado a Artigas y de exsecretario del gobierno de Alvear desplazado en 1815. Herrera llegó a Río de Janeiro exiliado, en desgracia y en bancarrota, pero su innegable encanto personal y su talento le permitieron persuadir a Antonio de Araujo y Acevedo, conde da Barca, uno de los principales consejeros de Juan VI. Pronto los responsables de la política portuguesa-brasileña apreciaron los conocimientos del abogado oriental, respecto a la geografía y la realidad política de la provincia a anexar.
También Herrera suministro datos militares de suma importancia, entregando al representante español en Río de Janeiro un informe, sobre las fuerzas militares que disponía la Banda Oriental y la Provincia de Entre Ríos, como también el estado de dichas tropas:

- 1.ª División al Mando de Fernando Otorgués compuesta del Regimiento de Dragones de la Libertad: 600 hombres
- 2ª División al mando de Fructuoso Rivera: 500 hombres
- 3ª División al mando de José Artigas compuesta del Regimiento de Blandengues: 1000 hombres
- Otro batallón al mando de Blas Basualdo: 400 hombres

Todas estas tropas son de Caballería, están mal vestidas pero en el día bien armadas. Estas dos provincias son las más entusiastas por la guerra, y todos sus habitantes a excepción de una pequeña parte se unirán inmediatamente a las tropas de Artigas, y engrosaran su número en caso de invasión. Estas tropas son valientes y de una constancia admirable; no tienen disciplina de ninguna especie, ni conocen otra formación que la de ponerse en ala. Hacen la guerra por el estilo de los cosacos, devastando todo el terreno que deben ocupar sus enemigos y cargándolos al descuido; pero nunca presentando batalla a no ser el caso de contemplarse en una marcada superioridad numérica.

Por ello lo designaron ayudante del general Lecor, encargado de dirigir la invasión.

### La complicidad del directorio unitario
El principal inconveniente de la campaña de conquista residía en la posibilidad de que las Provincias Unidas del Río de la Plata reaccionarían en defensa de un territorio que formaba parte de ese país desde sus orígenes. Desde luego, a Portugal no le convenía en absoluto que la anexión de la Provincia Oriental tuviera como consecuencia una guerra de difícil resolución, con la totalidad de las provincias del Plata. Según los historiadores uruguayos Washington Reyes Abadie, Oscar H. Bruschera y Tabaré Melogno, y del argentino Raúl Scalabrini Ortiz, esa seguridad se la dio, en primer lugar, Manuel José García, enviado de las Provincias Unidas ante Inglaterra y la corte real portuguesa establecida en Río de Janeiro, con el fin de evitar que apoyaran al Imperio español, en momentos en que esta intentaba recuperar las colonias independizadas. La correspondencia de Manuel José García refleja claramente su conocido pensamiento contrario a que la Banda Oriental integrara las Provincias Unidas del Río de la Plata, así como de su pragmática aceptación de las más diversas alternativas para alcanzar ese objetivo:

Es un error imaginar proyecto alguno de sólida prioridad, mientras sus bases no se asienten sobre las ruinas de la anarquía que actualmente nos devora. Estoy persuadido, la experiencia parece haberlo demostrado, que necesitamos la fuerza de un poder extraño, no solo para terminar con nuestra conidenda, sino para formarnos un centro común de autoridad, capaz de organizar el caos en la que están convertidas nuestras provincias [...] El poder que se ha levantado en la Banda Oriental del Paraná fue mirado desde los primermos momentos de su aparición como un tremendo contagio [...] En tal situación es preciso renunciar a la esperanza de cegar por nuestras manos la fuente de tantos males. Pero como ellos son igualmente terribles a los Gobiernos vecinos, de aquí poviene que alarmado este Ministerio de los progresos que sobre el Gobierno de las Provincias Unidas va haciendo el caudillo de los anarquistas, no ha podido menos que prepresentar a S. M. F. (Su Majestad Fidelísima [Rey del Reino Unido de Portugal, Brasil y Algarve]), la urgencia de remediar en tiempo tantas desgracias, y S. M. parece haberse iniciado a empeñar su poder en extinguir hasta la memoria de esta calamidad, haciendo el bien que debe a sus vasallos y un beneficio a sus buenos vecinos que cree le será agradecido.

En otro oficio García explicitaba aún más el papel que le asignaba de las fuerzas portuguesas en el Río de la Plata:

Desde que llegué a esta Corte procuré ponerme en la misma dirección de los sucesos públicos y de los intereses políticos de aquellos con quienes debía tratar, pues no teniendo fuerza alguna para detener aquellos y alterar estos, habría sido deshecho en el caso de aventurar un choque. Así, pues, mi empeño fue combinar los intereses peculiares a esas Provincias, con los de las extranjeras, y neutralizar ya que no era posible destruir, los principios de la oposición. Los resultados hasta aquí son los siguientes:

- Suavizar las impresiones que un sistema exagerado de libertad popular había hecho sobre el corazón de soberanos constituidos y apoyados además por la opinión del mundo civilizado.
- Conservar la buena armonía y las relaciones mercantiles, que siendo fruto de transiciones celebradas en circunstancias totalmente diversas de las actuales, debían naturalmente alterarse con ellas.
- Desviar del gobierno de Buenos Aires el golpe que los procedimientos anárquicos del caudillo de la Banda Oriental estaba preparando.
- Contribuir de este modo para que las operaciones militares sobre esta Provincia se modifiquen de manera que sean útiles a las demás, tanto por la aniquilación del poder anárquico de Artigas como por la preparación de un orden de las cosas mejor que el que jamás pudo tener la anarquía, ni esperarse de una subyugación enteramente militar.
- Poner así a estos pueblos en aptitud de aprovecharse de las ventajas de una variedad de intereses en las Potencias interesasdas en la cesación de sus oscilaciones para hacer con alguna más dignidad, seguridad y provecho la mudanza, a la cual en otro caso serían fosados irresistiblemente sin condición alguna.

Según el escritor uruguayo Lincoln Maiztegui Casas,
«García ―con su ideal unitario e intervencionista― empleó toda su influencia para persuadir al rey portugués de que el gobierno de Buenos Aires no tomaría acciones militares para conservar el territorio oriental». Con respecto al papel de Juan Martín de Pueyrredón, quien asumiera en 1816 como director supremo de las Provincias Unidas en reemplazo de Alvear, Maiztegui Casas asevera que, aunque se diferenciaba del unitarismo radical de quienes habían comisionado a García, pensaba que el unitarismo por sí solo, no tenía la fuerza suficiente para someter al movimiento federal, que se extendía rápidamente sobre las provincias; Pueyrredón, como los anteriores gobernantes porteños, veía con buenos ojos una derrota del artiguismo, al que continuaba considerando una expresión de la barbarie y del federalismo.
La actitud de Pueyrredón fue ambigua frente a la invasión portuguesa, respondiendo por un lado al hecho positivo que la misma implicaba en la lucha de Buenos Aires contra el federalismo y el artiguismo en particular, pero por otro lado también a una opinión pública porteña que se oponía masivamente a la segregación de la Banda Oriental y a los intereses británicos que pretendían la conformación de un pequeño estado independiente.
En definitiva, Pueyrredón como director supremo, colaboró con la invasión, no solo porque no declaró la guerra al Reino Unido de Portugal, Brasil y Algarve ante la ocupación de una parte del país que gobernaba, sino porque atacó de manera constante a las provincias de la Liga Federal, que se vieron inhibidas de colaborar con la defensa del territorio oriental organizada por Artigas.
Pueyrredón, expresaba una línea política que mantenía diferencias con el Partido Unitario predominante en Buenos Aires desde 1812, y se tomó con bastante preocupación la invasión portuguesa a la Banda Oriental, sin que haya razones objetivas para asegurar que esa actitud fue aparente.
En primer lugar, envió a Nicolás de Vedia a entrevistarse con Lecor, llevando un oficio de asegurar que la invasión no continuase hacia Entre Ríos, pero que tenía instrucciones de «guardar respecto de Buenos Aires una estricta neutralidad».
El comisionado porteño regresó con una carta de seguridad de que la aventura portuguesa no pasaría de la Provincia Oriental, obtenida en sus conversaciones con Nicolás Herrera. Luego Pueyrredón envió algunas armas y suministros de guerra a Artigas (de escaso volumen, pero como testimonio de buena voluntad; 300 monturas y 100 quintales de pólvora), emitió un empréstito de 200 000 pesos para gastos militares y constituyó una comisión de guerra encargada de organizar el posible conflicto.
El historiador argentino y unitario Bartolomé Mitre, justifica estas acciones llevadas a cabo por el Directorio Unitario, formulando el siguiente juicio:

Siendo un peligro para ambos vecinos de la actitud de Artigas, lo era aún más para la República Argentina, pues mientras existiera ese foco disolvente de anarquía crónica, era imposible toda organización nacional y efímera toda combinación política o militar. En vista de ese problema de las armas habían sido imponentes para resolver en el curso de la revolución. Unos creyeron que las Provincias Argentinas no tenían fuerzas propias para triunfar de España y buscaron por la diplomacia el concurso directo de naciones extrañas Otros se persuadieron que ellas no tenían elementos de gobierno propio y buscaron la salvación en la monarquía, con el concurso de las grandes potencias europeas, sin excluir el de España, sobre la base de la independencia garantida. Algunos fueron más allá y considerando que la anarquía era el peor de todos los males y que el mal era incurable, se resignaban a ser colonia de Portugal antes de someterse al yugo español.

## Planificaciones

### Plan militar de las tropas lusobrasileñas
El ejército luso-brasileño en total contaba entre 10 000 a 12 000 hombres, perfectamente armados y disciplinados, veteranos de las guerras napoleónicas. Un efectivo servicio de espionaje, que permitió determinar con precisión los principales pasos de Artigas, y un cuidado estricto de todos los detalles, con 30 médicos en el servicio sanitario. Los primeros transportes llegaron a Río de Janeiro, a fines de marzo del año siguiente. El resto de la división lo hizo a fines de marzo de 1816. La división estaba a órdenes del general Carlos Federico Lecor. El 13 de mayo de 1816, cumpleaños del nuevo rey, Juan VI observaba con halago y asombro sus nuevas tropas de invasión.

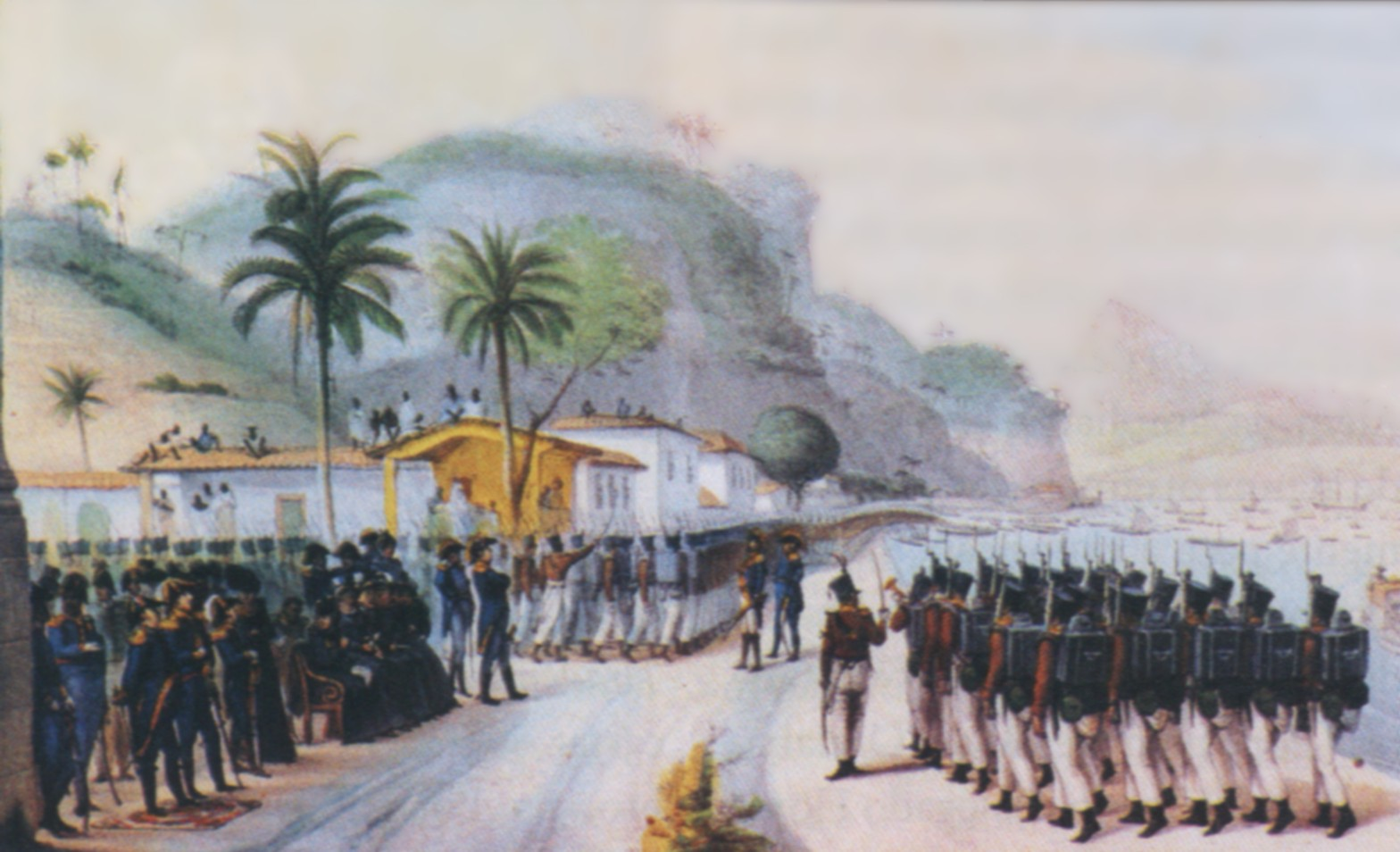
Embarquement des troupes a Prahia Grande pour I'Expedition contra Monte Video (1816), de Jean-Baptiste Debret, muestra cómo el rey Juan VI pasa revista, en su cumpleaños, a sus tropas destinadas a la invasión de la Banda Oriental.

El plan de operaciones comportaba obrar ofensivamente, invadiendo la Banda Oriental y la zona de la Mesopotamia argentina:

Las tropas portuguesas del Río Grande entraran por Misiones, pasaran el Uruguay e irán a atacar a Corrientes, que es el principal puesto fortificado que Artigas tiene en el Paraná. Después viniendo por el río abajo, no tendrán dificultad en tomar Santa Fe, que es la llave del pasaje para el margen meridional del Río de la Plata; así quedara enteramente cortada la retirada de Artigas para el interior del país; aun cuando tuviese allí, lo que no tiene, amigos que lo acogieren y lo protegieren. Si fuera con sus tropas de Montevideo, a oponerse a estos planes de los portugueses, deja Montevideo, Colonia del Sacramento, Maldonado y toda la margen del Río de la Plata de aquella parte, sin fuerzas para resistir el desembarque de cinco mil hombres, que por mar allí llegaran de Río de Janeiro; y colocando entre dos ejércitos, cada uno de ellos superior al suyo. Artigas no tiene medio alguno de resistir.

Las Instrucciones de Su Majestad el rey don Juan VI al general Lecor, suscritas por el Marqués de Aguilar, el 4 de junio de 1816 son particularmente ilustrativas para el conocimiento de los móviles y propósitos de la acción portuguesa en la Provincia Oriental y sobre los territorios platenses. Con respecto al Jefe de los Orientales (Artigas), se prevenía a Lecor que aunque tenía «toda la fuerza suficiente para batir al déspota Artigas», convenía «dar pruebas de humanidad», siempre que no se perjudicase al «sosiego público», por lo cual podría «tratar con Artigas, si él lo pretendiese», bajo las siguientes condiciones: «Que se disolviera el cuerpo de que es jefe; que vendría a residir a Río de Janeiro o a aquel lugar que Su Majestad permitiese; que entregaría las armas que tuviese»; se le otorgara un sueldo, que no excediese al coronel de infantería portuguesa y se le permitiría vender sus propiedades y bienes. En cuanto a los oficiales y tropas de los cuerpos artiguistas, podría admitirlos en filas lusobrasileñas, según su criterio; y como cadetes, a todos «aquellos jóvenes pertenecientes a las familias de Montevideo».
Por último, se recomienda, muy especialmente, conservar «con el gobierno de Buenos Aires, la más estricta neutralidad», y en el caso de que se le pidiera alguna explicación sobre el objeto de sus marchas «haría entender que no ha de pasar a la otra margen del Río de la Plata, haciendo además, todas las explicaciones con reserva y delicadeza».
Al día siguiente de expedidas estas Instrucciones ―el 5 de junio de 1816― Juan VI designaba a Lecor «gobernador y capitán general de Montevideo»; y al comunicarle su designación, le decía:

Tendiéndos encargado del mando de las tropas que mande marchar para el Sur y dirigirse a la plaza de Montevideo, debiendo aquella palaza y capitanía, luego que sea ocupada por mis tropas, ser gobernada en mi Real Nombre por persona por Mi autorizada, para ese efecto, fui servido por decreto de esta fecha, nombraros Gobernador y Capitán General de la sobredicha Plaza y Capitanía de Montevideo, que así formara una capitanía con gobierno separado…

#### Las divisiones lusobrasileñas
La preparación de la invasión lusitana había comenzado ya a mediados de 1815. Tal como lo había comunicado el Príncipe Regente de la Corte de Madrid ―en oportunidad de anunciarse el envío de la expedición española de reconquista del Río de la Plata― fue trasladada al Brasil la división de Voluntarios Reales, que representaba el cuerpo elite de la invasión, y que era comandada por el propio Lecor. En la misma actuaba como asesor el inglés
William Carr Beresford, -hecho mariscal por el Regente-, y estaba compuesta de dos brigadas, al mando de los brigadieres Jorge de Avillez Zuzarte y Francisco Homen de Magalhães Pizarro, constituidas, cada una de ellas, de dos batallones de cazadores, a ocho compañías, tres escuadrones de caballería y parque de artillería; en total, 4.831 piezas.

Esta división de Voluntarios Reales contaba en total con 6000 hombres. Lecor resolvió modificar el orden de las operaciones ―pese a lo prescripto en las minuciosas instrucciones antedichas― por temor a «las pamperadas del tránsito» y, desde Santa Catarina, transado sus efectivos por tierra hasta Porto Alegre, donde concentró un nuevo plan con el Capitán General de Río Grande, marqués de Alegrete. Según el mismo, el propio Lecor, al frente de los Voluntarios Reales, marcharía por la ruta del litoral atlántico, en dirección a Maldonado y Montevideo. La división de Voluntarios Reales que también era denominada Columna Sur o División Lecor debía de ser protegida y flanqueada por la escuadra naval al mando del Conde de Viana.

Después la División del general Bernardo Silveira invadiría por Cerro Largo teniendo por objetivo Paysandú y la misión de proteger el flanco derecho de Lecor siendo su efectivo de 2000 hombres con parte de los Voluntarios Reales y 800 milicianos de caballería riograndense.
El teniente coronel Abreu, con 650 hombres acudiría en refuerzo del coronel Chagas, en las Misiones Orientales, teniendo como objetivo avanzar sobre las Misiones Orientales y la Provincia de Misiones.
Mientras tanto el mayor Jardim aseguraría las comunicaciones entre estos dos jefes y vigilaría las tribus charrúas y minuanes, en las cuchillas de Santa Ana y Haedo.
Por último, una gran reserva, al mando del teniente general Joaquín Javier Curado, permanecería en el Ibirapuiá Chico, en condiciones de acudir en apoyo de cualquiera de los otros contingentes. Estaba integrada por 2000 hombres y 11 piezas de artillería.

### Plan de Artigas
Artigas tuvo conocimiento en la primera quincena de enero de 1816, de los propósitos lusitanos. El caudillo intuía esto, por varias cartas que él había interceptado y al ver una importante carta fechada en Río de Janeiro no dudó en hacérselo saber al caudillo misionero Andresito Guazurarí.
El mismo día ―11 de enero― en el que prevenía a Barreiro, dirigió un oficio a Andresito Guazurarí, haciéndole saber los preparativos portugueses e impartiéndole instrucciones:

Los portugueses se mueven contra nosotros según las noticias privadas que tengo y esa última carta que se ha recibido de Río de Janeiro. En consecuencia es preciso irnos preparando poco a poco y ponernos en términos de contener los esfuerzos de esta potencia, a quien como tan vecina debemos suponerla más enemiga por la experiencia que tenemos de sus procedimientos inicuos, y mayoritariamente cuando se que su plan es decidido a ocupar todo lo que divide la costa oriental del Paraná. Por lo mismo desde esta fecha prohíbame usted todo tránsito del otro lado a este y de este a aquel, impidiendo absolutamente el tránsito a todo portugués que venga o vaya a diligencias.

También el oficio dejaba indicaciones de que se retirara de Candelaria, dejando allí una partida de observación al Paraguay, para situarse en Santo Tomé, «esperando allí mis providencias y observando los movimientos del Paraguay y Portugal».
Desde allí cubriría La Cruz, Yapeyú y otros pueblos en peligro de ser invadidos. «Así será mas fácil el sostén de las tropas y el cuidado especial que deberían tener los oficiales para que no perjudiquen al vecindario».
Dos días después circulaban la misma noticia a todas las autoridades ―cabildantes y alcaldes ordinarios― de la provincia:

Incluyo a V.S. las noticias que acaban de llegar de Janeyro, ello si no es cierto, a lo menos hay motivos para creerlo, y por lo mismo, es menester estamos prevenidos, que hemos de defender nuestro suelo hasta dar la última gota de sangre.

Rápidamente, el caudillo oriental adoptó una serie de previsiones, cuyo ritmo se fue intensificando en los meses posteriores. Se organizaron cuerpos de caballería; se distribuyeron guardias en los pasos estratégicos; se dispuso la concentración de caballadas y la requisa de armas y municiones; la elaboración de pólvora en los pueblos misioneros; el envío de toda clase de armas y pertrechos a Purificación del Hervidero, que sería «el centro de apoyo y recursos». la interrogación de sospechosos y el fusilamiento de los que conspiren contra la Patria.
La correspondencia de Artigas con el Cabildo y con Miguel Barreiro informaba detalladamente sobre las disposiciones del caudillo en esos momentos, en que ordenaba «no interrumpir con los asuntos de derecho, en lo grave de mis atenciones», ya que «la guerra debe ocupar por ahora todo nuestro empeño…». Y, como complemento indispensable para el soldado: «Cinco resmas papel, cien rollos de tabaco negro…».
En cuanto a los enemigos, ordenaba que «el que conspire contra la patria sea fusilado inmediatamente… y el que se advierta como sospechoso, y capaz de perjudicarnos, remítamelo V.S. asegurado, que lo pondré seguro de toda tentativa».
Y, respecto de los portugueses «que se hallen como transeúntes en ese destino» recomienda aprovechar sus intereses «para aumentar los fondos del Estado, y con ellos sostener la guerra».

Cuando tuvo la certidumbre de la invasión, concibió un audaz plan estratégico en materia militar, consistente en «forzar el río Uruguay por arriba del río Ibicuy y entrar a sus poblaciones», llevando la guerra al territorio brasileño, con el fin de cortar las comunicaciones y aislarlos de sus reservas y fuertes de aprovisionamiento y recursos.
El prócer explicitó esto en uno de sus oficios de 1816 con Andresito Guazurarí y Miguel Barreiro.

Se manifestaba hacia Andresito Guazurarí con el fin de que:
«Si ellos se preparan a hacer otra tentativa por algún lado, es preciso robarles la vuelta y entrárseles por otra…»
Y a Barreiro le comunicaba que era preciso «abrir la campaña contra ellos y dar primero para descompaginar todas sus ideas» y le anunciaba “un movimiento pronto y general en toda la línea”; los golpes “mas rápidos y fuertes deberían experimentarse en Misiones”, lo cual crearía dificultades a los portugueses para obrar sobre Montevideo. “El movimiento general se ha de hacer con la brevedad y sorpresa posibles, a cuyo fin impartiré las ordenes y cautelas convenientes”, por lo cual encarecía la necesidad de que se le comunicara cualquier noticia para poder “dirigir los movimientos con la rapidez que demanden las circunstancias”.
Mientras que Fernando Otorgués le ordenaba que cubriera la ruta de invasión del río Yaguarón, reforzando su regimiento con las milicias de Cerro Largo.
Entre estas medidas Artigas dispuso la creación de los Cuerpos “Cívicos” y de “Libertos”.
El Cuerpo de Cívicos se componía de seis compañías, una de ellas de granaderos y otra de cazadores. Esta unidad estaba a órdenes directas del Cabildo de Montevideo, siendo su jefe el sargento mayor Manuel Campos Silva, figurando entre los Oficiales más distinguidos de la sociedad.

El efectivo total de la unidad, incluyendo la plana mayor era de 31 oficiales, 25 sargentos, 33 cabos, 3 tamborileros y 380 soldados.

El Cuerpo de Libertos se componía de esclavos entregados por cada dueño proporcionalmente a sus disponibilidades. Su comandante era Rufino Bauzá, quien también fue el encargado de organizarlo en agosto de 1816.

### Organización militar de las tropas artiguistas
Artigas, también fraccionó el territorio de la Banda Oriental, en cinco zonas militares, cada una bajo el mando de un general:

La primera, ocupaba un territorio que iba desde Montevideo hasta el río Santa Lucía, contando dicha zona con 1661 plazas (pueblos, ciudades y villas). Estaba controlada por el comandante Manuel Francisco Artigas, a quien su hermano le ofició al respecto. Le recomendó especialmente que la construcción de la Caballería Cívica se hiciera por partidos y escuadrones, a fin de asegurar su necesaria cohesión.
 La segunda zona militar iba desde el río Santa Lucía hasta el río Yi y el Río Negro, siendo su comandante Tomás García de Zúñiga.
 La tercera o la del Este, tenía por principal departamento Maldonado y su comandante era Ángel Núñez.
 La cuarta comprendía a Colonia, cuyo comandante era Pedro Fuentes.
 La quinta comprendía a Soriano y su comandante era Miguel Gadea.
El caudillo oriental en sí, para la resistencia, contaba con unos 6000 u 8000 hombres en armas, algunos elevan la cifra a 9000 o 10 000, en su mayoría milicias, buenos y muy móviles guerrilleros pero sin disciplina militar y precariamente armados. Por esto mismo poseían una gran caballería pero escasa infantería. La cifra incluye también unos 3000 guaraníes.
En conclusión; dentro de un marco político defensivo, montó un plan estratégico ofensivo, tratando de llevar la guerra al territorio enemigo, planeando un contragolpe, para golpearlo en su punto más débil y más sensible: sus líneas de comunicaciones. Para lograr las fuerzas necesarias para el cumplimiento de su maniobra, combinó la acción ofensiva en el norte con una defensiva elástica en el sur de la Banda Oriental.

#### Planificaciones militares en el Sur de la Banda Oriental
Artigas anunciaba las medidas tomadas para la concentración de tropas en el norte, pero no descuidaba el sur, donde se reiterarán órdenes: “que salga don Frutos con cien hombres” a cubrir Maldonado y “reforzar el punto de Santa Teresa”; que se le remitan, con urgencia “cien quintales más de pólvora, balas de fusil… piedras de chispa”. Debiendo así, el comandante Fructuoso Rivera marchar a Maldonado con su segunda División de Infantería Oriental para operar en forma conjunta con Otorgués, para desde allí, ponerse en actividad, hacia Santa Teresa, o hacia la Capital “si continuaban los buques hacia ese destino” (es decir si desembarcaban en Río Grande y avanzaban por tierra); Manuel Artigas debía entrar “con dos escuadrones a Montevideo y armar con la gente de esta… otro escuadrón de caballería”, mientras que “el tren volante debe situarse en Canelones”, donde se formaría, también, dos campañas cívicas, para su custodia. Y terminaba con una nota optimista: “Cuento sobre ocho mil hombres prontos a abrir campaña. Si logramos que sean favorables los primeros resultados, creo que Portugal se mirara muy bien antes de insistir en la empresa”.

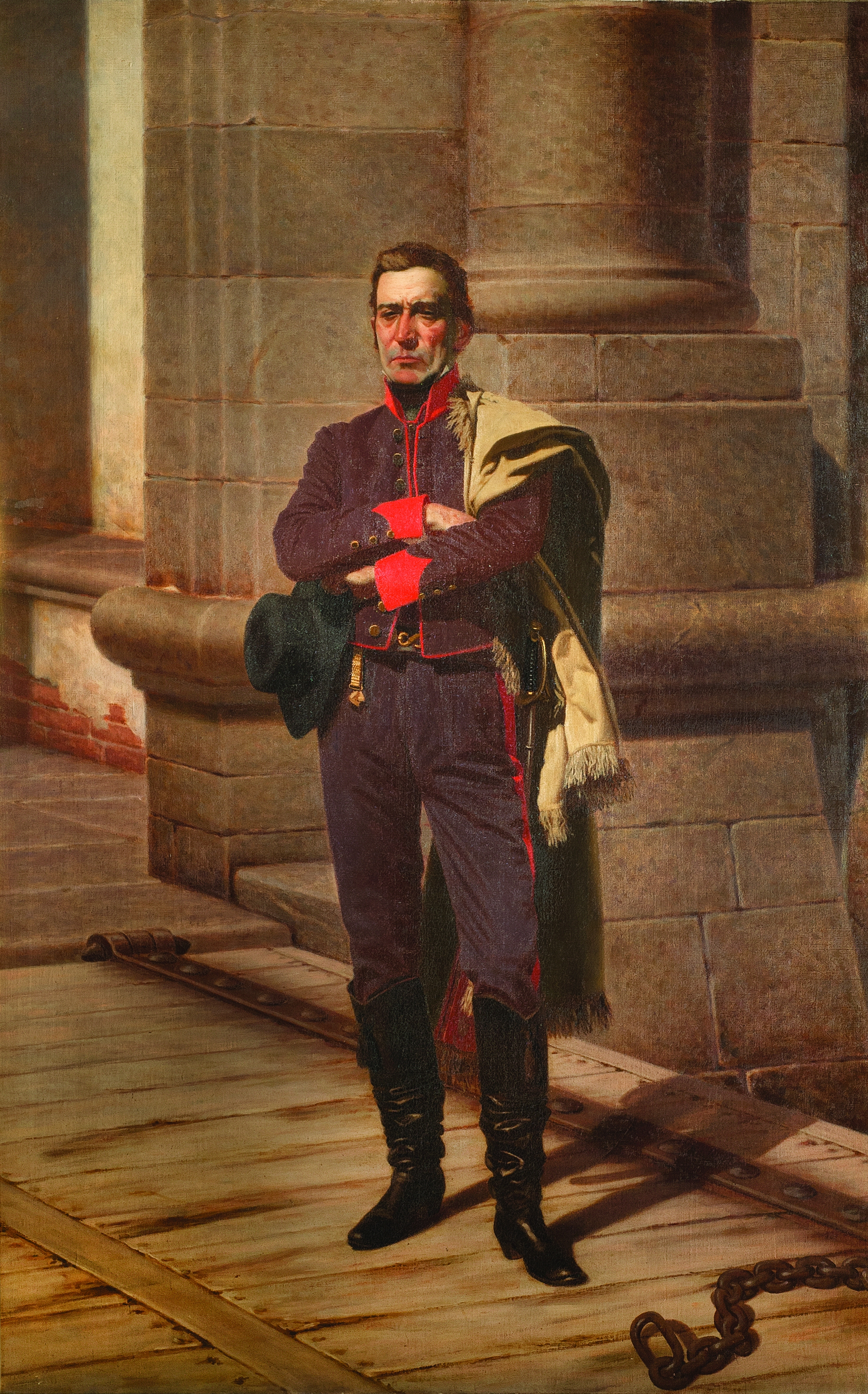
Artigas en la Ciudadela (1884), cuadro de Juan Manuel Blanes.

Rivera, situado en el departamento de Maldonado, debería vigilar la ruta de angustura, mientras que Fernando Otorgués, que estaba situado en las inmediaciones de Melo, cubriría la línea de invasión de la Cuchilla Grande.

#### Planificaciones militares en el Centro de la Banda Oriental
El Agrupamiento Central, fraccionado en dos destacamentos, avanzaría en dirección a San Diego, cuartel general de los portugueses.

El destacamento de vanguardia, a órdenes de Latorre, con 3.400 hombres, tenía por misión batir al Marqués de Alegrete.
Artigas luego mandaría un destacamento, al mando de él mismo, en reserva para apoyar y dirigir el movimiento invasor de Latorre.

#### Planificaciones militares en el Norte de la Banda Oriental
Artigas tenía planificada la campaña que formaría en el Norte, para detener el avance luso-brasileño, calculando con precisión todos los movimientos que debía realizar. El capitán Miño, que se encontraba en Candelaria, en observación de los paraguayos, recibió orden de trasladarse a Apóstoles; debía atravesar el río Uruguay frente a Concepción, o por donde dispusiera Andresito, y operar en las Misiones Orientales, apoyando sus movimientos en los de este último, que invadiría con 2000 hombres de toda arma, atravesando el río Uruguay por Santo Tomé, para sorprender y atacar San Borja, libertar a los pueblos de las Misiones y continuar hasta la boca del Monte Grande; en caso de no poder pasar por Santo Tomé, debía hacerlo más abajo, eventualmente por Yapeyú y buscar contacto con Berdún.
Sotelo y el teniente Riquelme, con la división que formaría en Yapeyú, cruzarían por allí el Uruguay y obrarían de este lado de Santa María. Berdún, avanzando con las divisiones de Entre Ríos, desde Concepción del Uruguay, hacia el norte, por la costa occidental del río Uruguay por Belén, trasponer el río Cuareim y atacar hacia Ñanduí, franqueando todos los rincones que hay entre el río Cuareim y el río Ibicuy.
Artigas pasaría al río Cuareim, debiendo auxiliarse recíprocamente con la columna Sotelo-Riquelme (Yapeyú), para unirse sobre el paso Santa María donde está el campamento de ellos” (los brasileños) y reunirse con Otorgués en Santa Tecla. En el esfuerzo bélico que exigió el enfrentamiento de la invasión lusitana, todos los pueblos de las provincias de la Liga Federal del territorio incluido el río Uruguay y río Paraná, ofrendaron un oneroso sacrificio de sangre.
En la proclama, que el 9 de julio de 1816, dirigiera el gobernador Juan Bautista Méndez a sus paisanos correntinos, afirmaba que haría una “injusticia irremisible a vuestro patriotismo, si dudara un momento de nuestra energía y prontitud en sostener los sagrados derechos que hemos jurado sostener en pie de los altares", y que, en consecuencia, debía mirarse “a todo vecino estante y habitante de los territorios a mi comando, como soldado de la patria”.
Méndez marchó al teatro de los sucesos, tomando posiciones en la línea general ideada por Artigas. En las fuerzas de Méndez marcharon, milicianos de toda la Provincia de Corrientes, sobre todo después que las victorias de Abreu obligaron a reforzar los efectivos. El sacrificio correntino hubo de renovarse, luego, cuando debieron afrontar la defensa de su suelo, amenazado por la invasión portuguesa que se desplegaba victoriosa en la Provincia de Misiones.

## Desarrollo de las acciones bélicas terrestres

### 1816
La lucha comenzó el 28 de agosto, cuando la vanguardia del ejército de Carlos Federico Lecor, al mando del mariscal Sebastião Pinto de Araújo Correia, ocupó la Fortaleza de Santa Teresa, advirtiendo, en una proclama, que “los generales portugueses tenían instrucciones de tratar a los orientales como a sus hijos”.

#### Frente militar en el norte
Una vez informado Artigas de la invasión de Lecor, mandó poner en ejecución su plan. Cumpliéndolo Andresito reconquista las Misiones Orientales, yendo hacia la antigua reducción jesuítica de San Francisco de Borja con el objetivo de conquistarla. Mientras que el alférez Sotelo atraviesa la parte alta del río Uruguay, para brindarle apoyo a las tropas del general Andresito Guazurarí.
El avance de Andresito hacia San Borja se hizo imparable, 12 de septiembre Andresito traspuso el Uruguay por el paso de Itaqui, produciéndose la primera escaramuza contra las fuerzas portuguesas que intentaban impedir el cruce. Al día siguiente las fuerzas de Andresito lograron la victoria de San Juan Velho y, el 16 de septiembre, la de Rincón de la Cruz triunfos que hacían posible el avance a San Borja, cuartel general del brigadier Francisco das Chagas Santos, de ahora en más su eterno rival.
Mientras, Curado que se encontraba en el río Pardo, marchaba hacia el Paso de Rosario, en el río Santa María, adelantando destacamentos de débil efectivo, con misiones de reconocimiento y cobertura.
Para oponerse al avance del comandante Berdún, que avanzó por el río Cuareim, Curado destacó al Brigadier Da Costa Revello, pero su búsqueda pronto resulta infructuosa. Al mismo tiempo, Curado desprendió una partida a órdenes del teniente coronel José de Abreu para atacar a las tropas de Sotelo, tratando de impedir que las fuerzas de Sotelo y Andresito lograran unirse.
El propio Curado avanzó hasta las márgenes del Río Ibirapuitã Chico desde donde lanzó un destacamento al mando del comandante Alejandro Queiró hacia la cuchilla de Santa Ana, a orillas del río Cuareim, chocando el 22 de septiembre con la vanguardia del ejército de Artigas, a órdenes del comandante Gatel. Las tropas artiguistas, se alzan con la victoria después de que el comandante Queiró se batiera en retirada hacia el grueso de su división, en lo que sería llamado posteriormente como la Batalla de Santa Ana.
Sotelo que atravesó el río Uruguay en Yapeyú, para poder desembarcar en las Misiones Orientales (Provincia donde se encontraba Andresito) fue atacado por sorpresa el 21 de septiembre por Abreu, que le tomó 1.500 reses y bastantes caballos, obligándolo a regresar nuevamente a la parte occidental del río Uruguay.
Mientras que Sotelo estaba en primeras instancias incapaz de agruparse con las tropas de Andresito, el mismo Andresito implantó el mismo día, el 21 de septiembre, un sitio sobre la reducción de San Borja.
Sotelo una vez en Corrientes se reorganizó e intentó un nuevo pasaje más al norte del río Uruguay, frente a la barra del río Ibicuy, utilizando pequeñas embarcaciones. Atacado nuevamente en tales circunstancias por Abreu, se vio precisado a desistir de sus propósitos, progresando por la margen derecha del río Uruguay a fin de reforzar a Andresito que sitiaba San Borja, su pueblo natal.
Luego de 13 días de sitio, el 3 de octubre Andresito ordenó el ataque a la ciudad, pero el Brigadier Chagas que recibió apoyos del Coronel Abreu, logró derrotar a Andresito en la Batalla de San Borja, obligándolo a repasar el río Uruguay, a fin de reorganizarse.
Cuando Curado se enteró de estos sucesos, decidió atacar a Berdún, destacando al brigadier Juan de Dios Mena Barreto (I) el día 13 de octubre de 1816. Después de 5 días de marcha se enteró de la posición de Berdún, que avanzaba hacia al Norte con un ejército de 700 hombres, procurando proteger a Andresito y a Sotelo. Luego de haber interceptado a Berdún, Mena Barreto esperó un día más y el 19 de octubre se lanzó sobre él derrotándolo, en la Batalla de Ibirocahy después de una sangrienta lucha.
Derrotados todos los tenientes de Artigas, solo quedaba la columna de Artigas, a la que procuró atacar Curado. Para facilitar sus operaciones, los portugueses adelantaron su Cuartel General hasta la costa del río Ibaracohi Grande, con el objetivo de acercarse más a los orientales. Artigas se encontraba acampando cerca de Carumbé, un río afluente del Río Cuareim. Curado encomendó al Brigadier Joaquín de Oliveira Álvarez la misión de atacarlo.
En la noche del 24 de octubre Oliveira Álvarez inició su marcha hacia la cuchilla de Santa Ana, chocando contra las tropas de Artigas el día 27 de octubre, en un lugar próximo a las puntas del río Cuareim.
En la Batalla de Carumbé el jefe portugués decidió esperar el ataque artiguista, del otro lado de un pequeño arroyo, formado en batalla, la artillería en el centro de la infantería y la caballería en las alas detrás del centro. El día 27, Artigas se resolvió a cruzar el arroyo, adoptando la formación de “Corralito”; es decir, de “media luna”, con 500 blandengues y negros de infantería en el centro, y la caballería en los extremos; indios charrúas, minuanes y guaycurúes, algo a la retaguardia, a manera de reserva. Pero al atacar Artigas, Oliveira reforzó el ala izquierda y contraatacó, deshaciendo el centro oriental y retirándose, luego de perder 500 hombres, hacia el río Arapey, para reorganizar sus fuerzas.
Tres días después de la Batalla de Carumbé en las Punta del río Arapey, Artigas oficiaba al Gobernador Miguel Barreiro:

“Los enemigos nos han hecho mucho destrozo con su Caballería, que siempre ha roto nuestras alas y la línea de infantería por ser sencillas; escriba V. á Don Frutos (Fructuoso Rivera) que no experimente el mismo error: Que ponga buenos Oficiales y gente de Caballería; y la Infantería que no pelee en ala sino que presente batalla bien reforzada”.

Con esta derrota de Corumbé todas las columnas invasoras de Artigas habían sido vencidas en el breve periodo de 36 días, por un enemigo capaz, que por la rapidez y energía de sus operaciones, había cumplido exitosamente la misión que se había confiado, de desbaratar el plan ofensivo de Artigas, que lo conocían y se adelantaron a su ejecución, impidiendo así la reunión de sus fuerzas y el éxito de un plan tan inteligentemente concebido.

#### La misión Durán-Giró
Mientras tanto el gobierno montevideano, a través de Miguel Barreiro, se comunicó con Juan Martín de Pueyrredón en procura de apoyo. Debe recordarse que, más allá de las gravísimas diferencias entre el artiguismo y la política centralista y unitaria seguida por las sucesivas administraciones de Buenos Aires, la Provincia Oriental seguía formando parte del país, denominado Provincias Unidas del Río de la Plata.
Pueyrredón respondió que se proponía enviar inmediatamente a Montevideo 600 fusiles, 500 sables, 4 cañones y 200 000 cartuchos, lo que era una ayuda considerable. Pero condicionó la entrega de este material, y toda su actitud posterior ante la invasión, al reconocimiento, por parte de los orientales, de su autoridad como director supremo de las Provincias Unidas del Río de la Plata y de la legitimidad y representación del Congreso de Tucumán, al cual la Provincia Oriental debía comprometerse a enviar sus diputados. Esto equivalía a renunciar a la lucha por el federalismo autonómico.
Barreiro encomendó entonces a Juan José Durán y Juan Francisco Giró como delegados con poderes para poder llegar a un acuerdo entre las dos partes. Pueyrredón recibió a los comisionados orientales con grandes honras, y los reunió con una junta extraordinaria consultiva integrada por las principales autoridades del Estado. Luego de ser escuchados los dos diputados orientales, que dieron un panorama de la situación que se vivía, el director supremo propuso la declaración de guerra a Portugal si los invasores no se retiraban inmediatamente. La junta rechazó esta proposición y resolvió en cambio el envío a Río de Janeiro de un representante que exigiera el reconocimiento de la independencia de las Provincias Unidas y pidiera explicaciones por la incursión invasora a la Banda Oriental. Pueyrredón entonces protestó enfáticamente contra esa decisión, a la que atribuyó de cobardía y pusilanimidad, y afirmó que si no se declaraba la guerra como decisión personal era solo porque no tenía atribuciones para hacerlo. Pidió que su protesta y sus ácidas palabras constaran textualmente en el acta.
Durán y Giró, apremiados por la situación dramática que se vivía en la Provincia Oriental, aceptaron las condiciones de Pueyrredón y firmaron, el 8 de diciembre de 1816, un acuerdo por el cual los orientales reconocían autoridad del Congreso de Tucumán ―al que se enviarían diputados― y del director supremo, y este se comprometía a enviar toda clase de auxilios para la resistencia. El gobierno porteño comunicó de inmediato a las demás provincias los términos del convenio, y difundió el texto por todos los medios posibles.
Los delegados orientales enviaron inmediatamente lo convenido a Montevideo, y tanto Barreiro como el Cabildo, sin duda adivinando la reacción de Artigas, manifestaron su oposición al texto. Y no se equivocaban; el caudillo, enterado de la gestión, envió una furibunda carta a los delegados, que contiene una de sus frases más difundidas y alabadas:

Por precisos que fuesen (…) los poderes que VV.SS. revestían en su diputación, nunca debieron creerse bastantes a sellar los intereses de tantos pueblos sin su expreso consentimiento. Yo mismo no bastaría a realizarlos sin este requisito. ¿Y VV.SS., con mano serena, han firmado el acta publicada por este gobierno el 8 del presente? Es preciso o suponer a VV.SS. extranjeros a la historia de nuestros sucesos, o creerlos menos interesados en conservar lo sagrado de nuestros derechos, para suscribir unos pactos que envilecen el mérito de nuestra justicia y cubren de ignominia la sangre de nuestros defensores. El jefe de los orientales ha manifestado en todo el tiempo que ama demasiado a su Patria para sacrificar el rico patrimonio de los orientales al bajo precio de la necesidad.

La opinión del caudillo fue determinante, y el convenio con Buenos Aires quedó sin efecto, pese a que el Cabildo de Montevideo intentó salvar algo a través de una nueva misión encargada a Tomás García de Zúñiga. Pueyrredón manifestó entonces que no enviaría el prometido auxilio; pese a lo cual mandó por Colonia del Sacramento 300 fusiles, 30 000 cartuchos de guerra y otros pertrechos de guerra. Y contraatacó proponiendo a Artigas un acuerdo mínimo: paz, comercio libre, devolución de prisioneros y envío de diputados con plenos poderes para ajustar “un tratado firme y estable”. Proponía también que Artigas renunciase a la autoridad sobre Santa Fe, provincia que interesaba particularmente al gobierno centralista porque poseía buenos puertos fluviales. Por esas mismas fechas el director escribía al Cabildo de Montevideo:

¿Será posible que haya podido preferirse la pérdida de esta plaza interesante (Montevideo) y de su hermoso territorio en manos de un extranjero […] antes que adoptar el sistema de unidad que rige el resto de las provincias bajo el cual el individuo es dueño de sus derechos?.

Artigas ni siquiera respondió a la propuesta de Pueyrredón. A partir de ese momento Pueyrredón se consideró liberado de toda obligación con un jefe que no reconocía su autoridad y se dedicó a hacerle la guerra a las provincias de la Liga Federal, con evidente perjuicio del combate a la invasión portuguesa. Intentó también desprestigiar al caudillo oriental, y se supone que fue quien encargó a Feliciano Sainz de Cavia la redacción de un líbelo infamante en el que se acusaba al caudillo oriental de todos los vicios y males imaginables, que se publicó y difundió profusamente entonces. De hecho, en los años siguientes la política del gobierno de Buenos Aires fue de colaboración con la invasión portuguesa.

#### Frente militar en el sur
En el frente militar mientras así fracasaba la acción oriental en el Norte, la invasión continuaba por el litoral atlántico. Luego de que la vanguardia de Lecor invadiera por el Este de la Banda Oriental, ocupando la Fortaleza de Santa Teresa, estableció su Cuartel General en dicho sitio el Comandante portugués de la vanguardia Sebastião Pinto de Araújo Correia. El jefe portugués continuó luego su progresión llegando a la ciudad de Castillos el 5 de septiembre.
Rivera desde su posición en Maldonado, al enterarse del avance portugués, marchó hacia el Este de la Banda Oriental, protegido por pequeñas cubiertas que tienen su primer contacto con el enemigo y posteriormente fue derrotado en la escaramuza del Paso de Chafalote.
La Vanguardia portuguesa continuó su progresión hacia el Oeste, en tanto Fructuoso Rivera observaba paso a paso sus movimientos esperando el momento oportuno para atacarlo, tratando de alcanzar los últimos elementos de la vanguardia enemiga.
Un destacamento de la vanguardia del mariscal Sebastião Pinto de Araújo Correia, al fin chocó, contra las fuerzas de Rivera derrotándolo en la Batalla de India Muerta, el 19 de noviembre, quien se retiró dejando 250 muertos, 38 prisioneros, 1 cañón y demás efectivos. El haber presentado batalla contrariaba las órdenes dadas por Artigas, que le había asignado a Rivera una misión de hostigamiento y de defensiva elástica. Luego de producida esa derrota las tropas portuguesas vencedoras en la batalla y comandadas por el mariscal Pinto de Araujo continuaron su avance, cuando llegan a la altura del Arroyo Sauce, en el actual Departamento de Maldonado, siendo las tropas portuguesas exitosamente atacadas en la Batalla de Sauce por el Comandante Gutiérrez que había podido rehacerse de la reciente derrota. Las tropas se vieron obligadas a retroceder huyendo en desbandada. A pesar de esa victoria del ejército oriental, Lecor, continuaba sus marchas, hacia la ciudad de Maldonado, al frente del grueso de su ejército.
Por su parte en agosto de 1816 Rivera invadió el Departamento de Cerro Largo, para atacar a la división del Brigadier Bernardo da Silveira por Aceguá.
Las fuerzas del general da Silveira, a su vez habían atravesado el río Yaguarón, en los primeros días de noviembre.
Fernando Otorgués con misión de actuar en observación de esta División, fue atacado por la vanguardia portuguesa en diciembre de 1816, en la escaramuza o Combate de Zapallar. Ante la superioridad numérica del enemigo, Otorgués se batió en retirada, dejando mínimas bajas, hacia el arroyo Cordobés, perseguido de cerca por una partida portuguesa. Al llegar al arroyo Pablo Paéz, observando que el enemigo tenía sus caballadas muy cansadas, y que había desprendido temerariamente del grueso, se dio vuelta, cargando sobre los portugueses, dispersándolos el 6 de diciembre, en la que seria llamada como la Batalla de Pablo Pérez o Pablo Páez.
Luego de esta acción Otorgués se retiró buscando la incorporación de Rivera con el objetivo de reunir fuerzas suficientes para atacar a Silveira que acampaba en el Potrero de Casupá. En el río el Tornero, se le incorporó a este el general Rivera, con 1.200 hombres y 2 piezas de artillería. Desinteligencias entre ambos jefes, por razones de mando, impidieron presentar batalla al enemigo, dirigiéndose Otorgués hacia el río Yi. Rivera destacó a Juan Antonio Lavalleja en persecución de Silveira, quien, pese a ello, logró llegar a Minas.
Libre de ese peligro, Silveira continuó su marcha hacia Minas, tomando la ciudad poco tiempo después. Favorecido por el terreno y las serranías que circundan a Minas, Lavalleja sitió a los portugueses en la ciudad.
Las victorias portuguesas habían frustrado ―como se ha dicho― el plan de Artigas, pero no habían destruido sus fuerzas. Curado, luego de los encuentros con los orientales, había dispuesto un repliegue general hacia su campamento de Ibirapuitá, para descansar y reorganizar sus tropas. El caudillo se dirigió, el 9 de diciembre, al Cabildo de Montevideo ―donde ya se incubaba el desánimo y el espíritu de entrega a Lecor― significándole que, según sus informes, el enemigo marchaba por tierra y por mar sobre la ciudad, y ordenando “que toda la guarnición salga fuera a obrar con el resto, que deben hacer su resistencia en campaña; debiendo al efecto echar por tierra los muros y poner a salvo todos los artículos y útiles de guerra, para que esa Ciudad no vuelva a ser apoyo de los perversos y los enemigos no se gloríen en su conservación, si la suerte nos prepara un momento favorable”.

Entretanto el Cabildo Gobernador había refundido el gobierno político y militar en dos personas, Joaquín Suárez y Miguel Barreiro, para obtener mayor ejecutividad. Cuando se supo de la orden de Artigas, el Cuerpo de Cívicos se sublevó, aprisionaron a Barreiro y exigieron la reposición en el mando del Cabildo. La llamada "rebelión de los Cívicos" se frustró porque el Cuerpo de Libertos que comandaba Rufino Bauzá y la caballería que mandaba Duarte intervinieron en el rescate de Barreiro ―lograda personalmente por Manuel Oribe― y detuvieron a los responsables del movimiento.
Al finalizar el año 1816 en el río Ibirocay, frenaron el avance de Berdún, lugarteniente de Andresito Artigas. En Carumbé, derrotaron al propio general Artigas. En India Muerta vencieron a Rivera y tuvieron camino libre hacia Montevideo. Al terminar el año 1816, los ocho mil soldados artiguistas estaban reducidos a la mitad (3.200 muertos, casi 400 prisioneros; 1.600 fusiles perdidos, 15 000 caballos capturados por el enemigo).
Según las partes portuguesas, al fin de ese año solo tuvieron 135 muertos (cosa que es poco creíble), pero, seguramente, las tropas orientales se vieron desmoralizadas por las derrotas y Lecor, envalentonado por las sucesivas victorias intimó al caudillo a que se rindiera. Artigas respondió con rabia:

“Cuando me falten hombres para combatir a sus secuaces, los he de combatir con perros cimarrones”.

### 1817

#### Frente militar en el Norte
Luego de la Batalla de Carumbé, Curado se dirigió al campamento del río Ibirocohy Grande, dejando los destacamentos de cobertura indispensables, y ocupándose de la reorganización de sus fuerzas. En tal situación los portugueses se enteraron de que Artigas se había reorganizado después del la Batalla de Carumbé y ocupaba una fuerte posición sobre el río Arapey, desde donde pensaba reiniciar hostilidades.
Insistiendo en su plan de llevar la guerra al territorio enemigo, Artigas adelantó a Andrés Latorre en dirección al río Cuareim, al frente de un ejército de 3.400 hombres.
El Marqués de Alegrete había decidido conducir personalmente la invasión, relevando a Curado de su cargo el 15 de diciembre de 1816, para imprimirle un ritmo más dinámico a las operaciones en el Norte.
Poniendo en práctica su plan ofensivo, el 20 de diciembre destacó una fuerza al mando del Brigadier Tomás Da Costa Revello, con orden de marchar hasta las inmediaciones de la cuchilla de Santa Ana y dejarse ver por la vanguardia de Artigas, logrado lo cual debía retroceder hasta reincorporarse al grueso que estaría atravesando el río Cuareim unas 5 leguas al Sur. El objeto de esta maniobra era simular una dirección falsa de ataque.
El día 28 de diciembre los portugueses se enteraron, por intermedio de dos desertores, que Artigas tenía su Cuartel General en el río Arapey, habiendo adelantado destacamentos reforzados hacia la cuchilla de Santa Ana, con misión de cobertura.
Tal información revelaba con claridad el dispositivo de Artigas, que había dividido sus fuerzas en dos agrupamientos: el de vanguardia, de mayor efectivo a órdenes de Latorre formado por 3.400 hombres de infantería y caballería, con dos piezas de artillería, sobre la cuchilla de Santa Ana con misión ofensiva. Y la reserva, a las órdenes de Artigas, constituida por unos 500 hombres se encontraba situada en el potrero del Arapey, en unos cerros de acceso difícil.
Latorre cruzó el río Cuareim a principios de enero, buscando al enemigo, el cual también lo atraviesa hacia el Sur por el paso de Legueado, situándose en la margen Sur, casi sobre la retaguardia de Latorre, el 1 de enero de 1817. En tal situación Latorre se prepara para atacar a los portugueses por la retaguardia, pero estos se adelantan unos 40 km hacia el sur de la cuchilla de Santa Ana a orillas del Arroyo Catalán, despistando a los orientales de Latorre y concretando su entrada en territorio de la Banda Oriental.
Alegrete, tomó posiciones sobre el arroyo Catalán, y en la noche del día 2 de enero de 1817 el jefe portugués envía al Teniente Coronel Abreu con un destacamento de unos 600 hombres y 2 piezas de artillería contra Artigas que estaba en Arapey, con el objetivo de sorprenderlo en su cuartel general, además de esas disposiciones, destaca un Regimiento de Dragones para interponerse entre el río Arapey y la cuchilla de Santa Ana, con misión de reforzar a Abreu y observar a Latorre.
El 3 de enero de 1817, los 600 soldados portugueses al mando de Abreu atacan por sorpresa el campamento de José Artigas a orillas del río Arapey, actual Departamento de Salto, en lo que posteriormente sería denominado como la batalla de Arapey, estando en dicha batalla el propio jefe oriental a punto de caer prisionero y obligándolo a retirarse precipitadamente, con fuertes pérdidas en hombres y la totalidad de su caballada.
Libre de Artigas, el Marqués de Alegrete se propuso ir el día 4 de enero de 1817 al encuentro de Latorre, cuando en la mañana de ese día fue atacado en su campamento, en la margen derecha del arroyo Catalán, por el propio Latorre, en encuentro decisivo, se produjo la más sangrienta batalla de toda la contienda militar, que sería posteriormente recordada como la batalla del Catalán. Parecía que Latorre en principios obtendría una contundente victoria sobre el ejército luso-brasileño, pero inesperadamente la caballería correntina, se repliega sobre el centro, debido a la aparición repentina de Abreu y sus fuerzas, vencedoras en la batalla de Arapey. Esta llegada causa pánico y desorganización sobre las fuerzas orientales, que se ven forzadas a retirarse dejando 900 muertos y 290 prisioneros en el campo de batalla.
Después de la batalla de Catalán, las tropas portuguesas atraviesan el río Cuareim en el Paso de Legueado y van a detenerse a media legua del paso para estacionar durante el invierno.
El día 4 de enero de 1817, desde San Borja, el Marqués de Alegrete, para evitar una nueva contrainvasión, destacó al brigadier Francisco das Chagas Santos para que con sus fuerzas destruyera a los pueblos de la margen oriental del río Uruguay, con el objetivo de sofocar por todos los medios una nueva invasión artiguista hacia las Misiones. Con órdenes explícitas de “atacar en viva forza os povos dos insurgentes, arruinarlos e queimarlos”.
Cumpliendo tales órdenes, Chagas devasta gran parte de la provincia de Corrientes, saqueando, arrasando e incendiando cuanto pudo; llevaba 1000 hombres, 5 cañones, 11 canoas (para poder atravesar el río Uruguay) y 9 carretas para su transporte.
Chagas logró cruzar el río Uruguay, próximo a la desembocadura del río Aguapey, donde implanta su base de operaciones, en la cual planifica las incursiones contra las reducciones jesuíticas misioneras, con fin de destruirlas. Andresito al frente de unos 500 hombres ataca al Mayor Gama Lobo, que con una partida de 300 soldados de infantería se dirigía a destruir Yapeyú. El general Andresito logra derrotarlo y lo obliga a replegarse sobre Chagas. Cuando ambos jefes reunidos intentan atacarlo, Andresito dispersa sus fuerzas para reunirlas a cubierto sobre las costas del río Paraná, pudiendo, ahora sí, el mayor José María da Gama Lobo conquistar el pueblo de Yapeyú el día 21 de diciembre. La oportuna retirada del General Andrés Artigas, perfectamente explicable y comprensible ―ya que no hacía más que obedecer las órdenes recibidas reiteradamente del general José Artigas, de no arriesgar nunca una operación si no se estaba seguro del resultado―, no solo le permitió salvar su tropa sino también gran parte de la población, aunque no los poblados.
Verificada su retirada al Paraná más específicamente hacia la zona del Miriñay, poco a poco irá reuniendo las diversas partidas y grupos de personas que logran escapar del vandalismo practicado por las tropas lusobrasileñas dirigidas por el General Chagas. No obstante ello, en los primeros días del mes de febrero, Andresito podrá anunciar tener ya reunidos “más de 1.000 hombres”.
Al mismo tiempo que Chagas iniciaba sus incursiones al sur misionero, el comandante portugués de San Nicolás Elías Antonio de Oliveira, con 200 milicianos, cruzaba el río Uruguay por el Paso de San Isidro el 17 de enero y, luego de derrotar el pequeño destacamento misionero del pueblo de San Fernando, continuará hasta el pueblo de Concepción, el que es saqueado y reducido a cenizas el día 19 de enero.
Destruidos La Cruz y Yapeyú, el jefe portugués remontará el río Uruguay, llegando a Santo Tomé el día 31 de enero. Desde allí se destacará a su ayudante Manuel José de Mello para proceder a la destrucción de Santa María, San Javier y Mártires.
El 1º de febrero la partida del teniente Luis de Carvalho se reunía con el general Chagas, que traía consigo 600 animales, entre caballos, mulas y vacunos, producto del saqueo realizado en la campaña. Al otro día, Carvalho, con hombres escogidos y armados, será enviado a atacar y destruir lo que restaba, exceptuando los pueblos de la costa del río Paraná, reclamados por el Paraguay, a los que no se debía infligir el menor daño.
Luego de esos sucesos, las fuerzas del comandante Ignacio Mbaybé eran derrotadas al no poder encontrarse con las tropas de Andresito.
Chagas en un corto lapso de 2 meses logró someter a los pueblos que constituían el territorio, y en ambas márgenes del río Uruguay (La Cruz, San José, Itapeyú, Santo Tomé, Apóstoles, Mártires, San Carlos, Concepción, Santa María la Mayor y San Javier), a un régimen de terror que asombró y repugnó incluso a muchos portugueses. Un testigo brasileño afirmaba que “viese la inmoralidad, el sacrílego, el robo y el estupro en su auge”. Yapeyú fue totalmente destruido, y hasta el propio Bartolomé Mitre se refirió: “La historia no presenta un ejemplo de invasión mas bárbara que esta. Desde entonces las Misiones Occidentales son un desierto poblado de ruinas”.
En marzo, para establecer mejor comunicación con Artigas, el Comandante General de Misiones, Andresito, trasladado su campamento general más al sur, cerca de las inmediaciones del Río Miriñay, donde luego se construiría la nueva capital misionera Asunción del Cambay. El 12 de marzo, partidas suyas reconquistan La Cruz, tomando prisionera la guardia dejada por Chagas. Paulatinamente, desde el sur, fue reconquistando territorio ocupado por los portugueses en coordinación con las tropas correntinas del capitán Aranda. Los paraguayos, ante estos avances, abandonan Candelaria y los pueblos de la costa oriental del río Paraná. A principios de mayo casi todo el territorio estaba recuperado, a excepción de algunas guardias sobre los pasos del río Uruguay.
La actividad desarrollada por Andrés Guazurarí y sus partidas, apoyadas por las milicias correntinas comandadas por Aranda, será intensa durante los meses de mayo y junio; no solamente hostilizando a las fuerzas lusobrasileñas, sino también buscando la reunificación de sus fuerzas.
Informado Francisco das Chagas Santos de esta situación, inicia a mediados de 1817 su segunda invasión a Misiones, con una fuerza similar a la empleada a principios de año.
Chagas llegará a el pueblo de Apóstoles el 2 de julio. Los misioneros, con gran valentía, salieron a su encuentro enarbolando bandera roja, simbolizando que la contienda sería total. La lucha que se entabló en las afueras del pueblo fue cruenta y encarnizada a pesar superioridad de las fuerzas lusobrasileñas los misioneros con heroicidad resisten los despiadados ataques luso-brasileños, atrincherados los misioneros en el pueblo, cuando la batalla parecía interminable en el horizonte se divisó a las tropas del General Andresito que venían a apoyar a las tropas misioneras que resistían en Apóstoles, gracias a ese inesperado apoyo en cuestión de poco tiempo los misioneros se consagraron con la victoria total en la Batalla de Apóstoles, replegándose por completo las tropas lusobrasileñas fuera del territorio misionero y pudiendo así reconquistar completamente las tropas misioneras los pueblos ocupados.

#### La capitulación de Montevideo
El 4 de enero de 1817 Lecor tomó la ciudad de Maldonado, tomando contacto con la escuadra portuguesa del Conde de Vianna, acordando las operaciones para la toma de Montevideo y estableciendo su cuartel general de operaciones en Pan de Azúcar. Luego de eso Silveira, logra forzar el sitio impuesto por Lavalleja, incorporándose posteriormente a las Fuerzas de Lecor cerca de su campamento en Pan de Azúcar.
Producidas las derrotas de las fuerzas de cobertura en el Este de la Banda Oriental y la subsiguiente victoria de los luso-brasileños sobre los orientales en el Norte de la Banda Oriental, poniéndole fin a su ambicioso plan de contra-invasión; enterado del avance del General Lecor, Artigas resuelve retirar las tropas de Montevideo sacrificando la Plaza.
El camino de Montevideo se había abierto para Lecor, que intimaría la rendición del la plaza.
El Gobernador Miguel Barreiro y el Regidor Joaquín Suárez que ejercían el Gobierno de Montevideo abandonan la ciudad, marchando con sus fuerzas y numerosas familias leales al artiguismo hacia el río Santa Lucía, incorporándose a las fuerzas de Tomás García de Zúñiga con la finalidad de hostilizar a los portugueses una vez que ocuparan la ciudad, dado que no contaban con la fuerza ni los medios necesarios para la defensa de la ciudad porque disponían solamente de 600 plazas y una Compañía de Artillería, siendo escasos los cartuchos de pólvora contra la División de Lecor, que en ese momento contaba con un efectivo aproximado de 8000 hombres.
La precipitación de la retirada impidió cumplir con las disposiciones de Artigas sobre la destrucción de las murallas y fortificaciones de Montevideo, y en la mañana del 19 de enero los últimos carretones de los orientales salvaban los pasos del arroyo Miguelete, cuando enfilaban por el Camino Real, hacia la Curva de Maroñas, las avanzadas de Lecor.
Celebró sesión en minoría el Cabildo, manifestando el Síndico Procurador Jerónimo Pío Bianqui, “que debían tomarse algunas medidas, después del abandono de la plaza hecho por la fuerza armada que oprimía al vecindario”, y que ahora “libres de aquella opresión, los capitulares se hallaban en el caso de declarar y demostrar públicamente, si la violencia había sido el motivo de tolerar y obedecer a Artigas”. Los concurrentes compartieron sus conceptos, declarando que “atento haber desaparecido el tiempo en que la representación del Cabildo estaba ultrajada, sus votos desarmada deponía: vejados aun de las misma soldadesca y precisados a dar algunos pasos, que en otras circunstancias hubieran excusado, debían desplegar los verdaderos sentimientos que estaban animados, pidiendo y admitiendo la protección de las armas de Su Majestad Fidelísima que marchaban hacia la plaza”.
Fueron entonces comisionados ante Lecor y ante el Conde de Vianna, el Alguacil Mayor, Agustín Estrada, el cura Vicario, Dámaso Antonio Larrañaga, el síndico Bianqui y el caracterizado vecino Francisco Javier de Viana, para ofrecer la entrega de la ciudad, bajo la garantía de respetar los derechos legítimos de la población. El general en jefe portugués contestó en el día, remitiéndole a su proclama promulgada al comienzo de la invasión, donde se había declarado que el “Ejército Pacificador” se movía contra Artigas y sus secuaces y no contra los honrados habitantes de la Banda Oriental; concediendo la permanencia del Cuerpo capitular y el mantenimiento en sus empleos de todos los oficiales que se le presentaran al entrar en la plaza, y lisonjeándose, por último, de que el soberano portugués conservaría a los orientales todos sus fueros, privilegios y exenciones, con más “las franquicias comerciales desde luego entrarían a gozar en común con los demás pueblos del Brasil”.
Al día siguiente, 20 de enero, hacía Lecor su entrada en la ciudad. Al hacerle entrega de las llaves, de la ciudad de Montevideo, dijo Bianqui:

“El Eximo. Cabildo de esta ciudad, por medio de su Sindico Procurador General, hace entrega de las llaves de esta plaza a Su Majestad Fidelísima ―que Dios guarde― depositándolas con satisfacción y placer en manos de V.E.; suplicándole sumisamente tenga la bondad de hacerle el gusto, de que en cualquier caso o evento que se vea en la necesidad de evacuarla, no las entregue a ninguna otra autoridad ni potencia, que no sea el mismo Cabildo de quien las recibe, como autoridad representativa de Montevideo y de toda la Provincia Oriental, cuyos derechos ha reasumido por las circunstancias.”

Contestó Lecor de conformidad, manifestando que lo haría presente a Su Majestad Fidelísima
(Juan VI de Portugal), tomo posesión efectiva de la plaza y mando izar la bandera de Portugal en todos los edificios públicos, en medio de salvas y repiques de campanas, mientras a su paso rivalizaban las señoras de las familias de “gente principal” (la oligarquía) en el aplauso y el arrojar de ramilletes de flores. Poco después abría el puerto al comercio libre, que pronto vio disputarse lugar en los muelles y en la rada, a los navíos mercantes de la Gran Bretaña que esperaban impacientes en el río de la Plata, la codiciada plaza. Este tratado de libre comercio, naturalizo el control que pretendía imponer Buenos Aires sobre el comercio de las Provincias de la Liga Federal, abriendo los ríos interiores al comercio británico.
No habría de sentirse, sin embargo, muy seguro el Jefe portugués en la recién conquistada ciudad, cuando le fue necesario dictar, el 15 de febrero, un enérgico Bando, por el cual se calificaba a las partidas de orientales como “salteadores y perturbadores del sosiego publico, cuyos bienes serian quemados y sus familias hechas prisioneras, a bordo de los buques de guerra surtos en la bahía de Montevideo”.

#### Guerra de guerrillas
Desde enero hasta septiembre de 1817 ―época en que pudo controlar Lecor las costas y el territorio oriental al sur del Río Negro―. Luego de esa época en las afueras de Montevideo se suscitaban una gran variedad de acciones y encuentros, casi a diario.Se destaca entre ellos, la exitosa acción del Paso de Cuello el 19 de marzo en que es atacada una partida portuguesa sorpresiva y aprovechando el obstáculo del río Santa Lucía en una temeraria carga llevada a cabo por Lavalleja; luego de ese combate Lecor se retira hacia Montevideo, siempre hostilizado por las guerrillas orientales, siendo luego sitiado en la ciudad por el grueso de las tropas de Barreiro y Rivera.
Para romper el cerco desde distancia (ocupado el Paso de la Arena por tropas artiguistas), Lecor organiza una fuerte columna, integrada por las fuerzas de infantería, caballería y artillería, y hace una salida en dirección al Departamento de Florida. Al llegar a la altura de la zona de Casavalle, es atacado sorpresivamente por Rivera, quien luego se repliega, nuevamente hacia Montevideo.
Los portugueses se vieron obligados a construir una larga fosa de trinchera, que había mandado construir el general portugués, desde la barra de Santa Lucía hasta El Buceo y que los paisanos orientales denominarían la “zanja reyuna”. Sobre ese linde, las partidas de orientales le acosaban continuamente, no permitiéndoles salir de tan estrecho cerco.
La estrategia implementada por los artiguistas en ese territorio, consistía en
implementar un hostigamiento de guerrillas y una “guerra de recursos”, que complicó el abastecimiento de las tropas invasoras y de Montevideo. Los portugueses que intentaron varias salidas, fracasaron ante las milicias criollas al mando de Rivera, Lavalleja y Manuel e Ignacio Oribe. En una única oportunidad lograron, no sin grandes bajas, forzar el cerco, llegando hasta el pueblo de Pintado, de donde debieron regresar rápidamente a Montevideo, sin otro botín que algunas caballadas.

#### Disidencias entre los jefes orientales
En abril de 1817, Artigas resolvió trasladarse hasta las márgenes del río Santa Lucía Chico, para observar sobre el terreno el estado de las operaciones. En sus conversaciones con los principales jefes ―Barreiro, Rufino Bauzá y Bonifacio Ramos― el caudillo supo que la opinión prevalente entre ellos y sus oficiales era por la “concordia” con Buenos Aires, como único medio de obtener apoyos militares que permitieran la continuación de la guerra contra el invasor portugués. Artigas rechazó con desagrado esta opinión y se retiró, designando a Fructuoso Rivera como “Comandante General del Ejército de la derecha”.
Rivera ocuparía las posiciones de Vanguardia situándose en las inmediaciones de Montevideo, cuya vanguardia estaba constituida por una partida de unos 400 jinetes a las órdenes de Lavalleja. Mientras que Otorgués, con su “Ejército de izquierda” ocuparía el centro de la campaña.
La designación de Rivera se daba sobre en un jefe joven e inexperto en comparación a otros jefes más veteranos, esta disposición de Artigas generó una fuerte oposición en los demás oficiales artiguistas. Varios de ellos, acompañados por la opinión de Miguel Barreiro, habían sostenido ante Artigas, en una reunión con este en Paso de la Arena, que la marcha de la guerra estaba demostrando la necesidad de firmar un acuerdo con Buenos Aires, debido al inminente peligro de que la pequeña Provincia Oriental terminara con una total derrota. El historiador Francisco Bauzá ―cuyo padre el coronel Rufino, fue protagonista de esos hechos― asevera que el Jefe de los Orientales recibió esas opiniones “con visible desagrado” y, poco después, ya de regreso en Purificación, decidió poner a Barreiro en grillos. Dado que Rivera había sido el único de sus oficiales que no abrió opinión sobre el punto (pese a que, siempre según el historiador Bauzá, mantenía correspondencia con Pueyrredón), le confirió el mando a Rivera.
Los principales jefes artiguistas se reunieron en asamblea de Santa Lucía Chico y resolvieron rechazar el nombramiento de Rivera, escogiendo en su lugar a Tomás García de Zúñiga. Enterado de ello, Artigas respondió con un oficio, en el cual señalaba que “los que han exhibido suficientes como para autorizar el acta de Santa Lucía Chico deben suponerse responsables de sus consecuencias”. Ante esta postura García de Zúñiga rechazó el nombramiento, y luego de otras incidencias entre Rivera, Fernando Otorgués ―que había quedado al frente de las tropas artiguistas que intentaban sitiar Montevideo― y otros oficiales, Rufino Bauzá, comandante del Batallón de Libertos, resolvió abandonar el combate y pasar a Buenos Aires. La intención era continuar la lucha contra los españoles y aun contra los portugueses en acuerdo con el gobierno central de las Provincias Unidas. A través de los oficiales José Mojaime y Manuel Oribe se tramitó el traslado de las tropas a la capital ante el propio Lecor, que procedió con liberalidad y concedió la autorización solicitada. En octubre, y después de haber rechazado las ofertas que el general portugués les hiciera para que se convirtiesen en combatientes de su causa, los regimientos de Libertos y Artillería viajaron a Buenos Aires, donde fueron recibidos (estos oficiales y estas tropas refugiadas en Buenos Aires participarían en 1825 de la gesta de los Treinta y Tres Orientales y su Cruzada Libertadora para libertar definitivamente al territorio oriental).
La intransigencia de Artigas y su autoritarismo estaban trayendo consecuencias negativas para la causa. Por ese mismo tiempo Eusebio Hereñú, en Entre Ríos, decidió, junto a otros caudillos y jefes militares (Gervasio Correa, Gregorio Samaniego, Evaristo Carriego) desconocer la autoridad del Protector y buscar un acuerdo con Buenos Aires. Lo mismo hizo en Corrientes el coronel Juan Francisco Bedoya, que depuso al gobernador artiguista Juan Bautista Méndez. En la propia Provincia Oriental, el coronel Pedro Fuentes se pasó con armas y bagajes a los invasores y les abrió las puertas del la ciudad de Colonia del Sacramento. Todos estos hechos llevan a pensar que Artigas estaba provocando la debacle de su propia causa, pero esa conclusión no se sostiene; el tenaz Protector, a quien Bartolomé Mitre llamó con acierto un “hombre de hierro”, continuó su lucha en dos frentes, y obtuvo, en 1820, una victoria formidable, frustrada en el último momento por la deserción de Francisco Ramírez y Estanislao López, como se verá en su momento.

#### Declaración de Guerra al directorio
El 13 de noviembre de 1817, después de una consulta a los pueblos sobre si estaban de acuerdo con su liderazgo, que se hizo a través de los comandantes militares y arrojaron un resultado unánime a su favor. Artigas envió a Pueyrredón una carta que significaba la declaración de guerra. En su parte fundamental, decía:

V.E. es un criminal indigno de la menor consideración. Pasara a V.E. oír estas verdades, pero debe pasarle mucho más haber dado los motivos bastantes a su esclarecimiento; ellas van estampadas con los caracteres de sinceridad y de la justicia […] Hablare por esta vez y hablare para siempre; V.E. es responsable ante las aras de la Patria de su inacción o de su malicia contra los intereses comunes. Algún día se levantara ese tribunal severo de la Nación y en el debe admirarse justicia.

Según el militar y escritor uruguayo Capitán Edison Alonso Rodríguez, Artigas tomó esta disposición debido a las pruebas incontrovertibles sobre la ayuda que prestaba el Directorio unitario a las incursiones portuguesas, por las costas de los ríos Paraná y Uruguay a fin de obtener leña y ganado para el consumo de Montevideo.
Por esas mismas fechas cayó prisionero Fernando Otorgués, en manos de Bento Gonçalves da Silva, y fue enviado a la Isla das Cobras. Al finalizar el año 17 era evidente que el artiguismo se encontraba en una difícil situación.

### 1818
1818 fue un año de contrastes para Artigas en el frente oriental. Sus primeras operaciones tuvieron éxito, tomando Yaguarón, Itaim, la ciudad de Pelotas, y recuperando Cerro Largo y la Fortaleza de Santa Teresa. Pero un contraataque portugués dirigido por Manuel Marques de Sousa lo obligó a retirarse nuevamente a su base en Purificación.
De todos modos Artigas dominaba el río Uruguay, posición decisiva que le permitía evitar la unión de las fuerzas portuguesas,a la vez que desarrollaba, en el interior de la Banda Oriental, una eficaz acción de guerrillas. Frente a esa situación, Lecor concibió una operación combinada, que le permitiera unir sus fuerzas y tomar control del río Uruguay, para aislar a Artigas de las provincias del litoral argentino y tratar de tomarlo entre dos fuegos, en su reducto de Purificación.

#### Frente militar norte
En el norte, los luso-brasileños luego de ser derrotados por Andresito en la Batalla de Apóstoles y ser expulsados del territorio misionero, iniciaron un nuevo contraataque.
El 18 de marzo, el brigadier Chagas salió de San Borja con una fuerza superior a la de su campaña anterior, llevando consigo, 800 hombres y dos piezas de artillería. Chagas, luego de avanzar y tomar la capilla de San Alonso, se dirigió el 30 de enero hacia el pueblo misionero de San Carlos; las fuerzas correntinas del capitán Serapio Rodríguez y las fuerzas misioneras dirigidas por Andresito decidieron esperar a las fuerzas lusobrasileñas en las inmediaciones de dicho pueblo. El 31 de enero chocaron finalmente las tropas de Chagas y la de los defensores dirigidos por Andresito y Serapio, perdiendo la Batalla de San Carlos luego de 4 días de intensos combates, entre los luso-brasileños y los defensores de San Carlos.
Luego de la sangrienta batalla, Chagas remitió a San Borja a los prisioneros, destruyendo todo lo que quedaba en San Carlos y prosiguió su avance hacia el pueblo de Apóstoles, llegando el día 20 de febrero.
Alarmado Andresito por estos avances luso-brasileños sobre su territorio, dispuso formar una fuerza armada en la Tranquera de Loreto.
Para esto, el general Andrés Artigas tratando de persuadir y reunir a los distintos grupos de naturales, dispersos en los montes, mientras se rehacía de 400 caballos pedidos a Caá-Catí, para montar a sus vanguardias que estaban en el paso de Concepción y en el de Santa María, pidió ayuda al Gobernador de Corrientes, Méndez. Este encomendó al militar correntino Francisco Vedoya, que con 600 hombres debía de apoyar a la causa misionera, pero Vedoya (apoyado por el Directorio Unitario que buscaba sacar a la Provincia de Corrientes de la influencia artiguista y sustraer su sistema federal) en vez de acatar la orden, decidió derrocar al gobernador Méndez, tomar el control de la Provincia de Corrientes e implantar un régimen unitario en dicha provincia. A pesar de estos reveses, Andresito logró el apoyo de Pantaleón Sotelo, quien no dudó en ir con sus tropas para sumarse a las fuerzas de Andresito.
Andrés Artigas, en lugar de centrar sus esfuerzos en contrarrestar el avance luso-brasileño, ya con sus tropas formadas, se dispuso a avanzar sobre Corrientes para restaurar el federalismo en dicha Provincia.
Luego de tomar esa decisión, Andresito venció a las fuerzas de Vedoya en la Batalla de Saladas,después de que, ordenadamente, hiciera su marcha triunfal en la entrada de la ciudad de Corrientes, a pie y desarmado, precedido y seguido por sus tropas y enarbolando banderas tricolores, alabado por el pueblo. Finalmente repuso al gobernador federal, Juan Bautista Méndez como Gobernador Intendente, siguiendo instrucciones de Artigas.

#### Frente militar centro
Para materializar el deseo de Lecor que concebía una operación combinada, que le permitiera la ansiada unión de sus fuerzas y que tenía el propósito de separar a Artigas de sus apoyos entrerrianos, era absolutamente preciso dominar el río Uruguay.
Obedeciendo esta idea de maniobra, Curado, Comandante de las Fuerzas de Río Grande do Sul, que permanecía inmóvil en el río Cuareim, desde la Batalla del Catalán, reabrió las hostilidades, en febrero de 1818, marchando hacia el sur y abandonando su campamento con una avanzada de 4000 hombres, llegando hasta el Hervidero (lugar del río Uruguay en donde se encontraba el campamento artiguista de Purificación), sobre el río Uruguay. El 2 de mayo del mismo año, penetraba el río Uruguay una escuadra portuguesa, integrada por la Goleta Oriental y dos barcas, al mando de Jacinto Roque de Sena Pereira. Esta operación se realizó con el consentimiento del Gobierno Unitario que permitió el pasaje de la isla Martín García. Según el escritor Edison Alonso esta complicidad por parte del Directorio quedó comprobada debido a que así lo prueba el oficio dirigido a Artigas por Miguel Bonifacio Gadea el 13 de septiembre de 1817.
Con la finalidad de completar la defensa del litoral, Artigas hizo construir baterías dos baterías ubicadas, una frente a Paysandú y la otra en la barra del arroyo Perucho Verna. Con los 3 cañones que Francisco Ramírez capturó a las fuerzas directoriales en la Batalla de Saucesito, se construyó una batería en el Paso de Vera, cerca de Concepción del Uruguay (Arroyo de la China). Estas baterías implementadas por Artigas ofrecieron resistencia, pero fueron reducidas luego de ser atacadas en forma combinada por Senna Pereyra y Bento Manuel Ribeiro.
Mientras la escuadrilla portuguesa amenazaba la villa de Arroyo de la China, Bento Manuel Ribeiro cruzó en la noche el río Uruguay con 1500 hombres, yendo hacia la provincia de Entre Ríos, atacando sorpresivamente por la espalda de las baterías y flotillas artiguistas en la batalla que posteriormente será conocida como la batalla de Perucho Verna, que significó la derrota al comandante artiguista Gorgonio Aguiar, que estaba escalonado en varios campamentos desde el arroyo Yeruá hasta Concepción del Uruguay. Luego de eso, Bento Manuel Ribeiro repasó el río Uruguay en busca de Artigas, logrando derrotar a las fuerzas artiguistas en la Batalla de Guaviyú el 21 de mayo de 1818, en el actual Departamento de Paysandú, pero poco después, siguiendo con su búsqueda fue derrotado en la Batalla de Chapicuy por Rivera, mientras que en la Provincia de Corrientes, el aliado de Artigas, el gobernador Juan Bautista Méndez, fue depuesto por el capitán José Francisco Vedoya, partidario del centralismo porteño. Por orden de José Gervasio Artigas, Andresito se dirigió con sus fuerzas a Corrientes para sofocar el levantamiento de Vedoya y reponer en el poder al gobernador Méndez. Luego de estos sucesos, Bento Manuel Ribeiro, no se desalentó por su derrota sufrida en la Batalla de Chapicuy y siguió tras Artigas nuevamente, que había evacuado Purificación, alcanzándolo en el río Queguay Chico ―4 de julio― donde lo desbarató por completo, en lo que sería llamado posteriormente como la Batalla de Queguay Chico. La intervención de Rivera salvó al caudillo de un desastre total, aunque sin impedir que el enemigo se llevara el parque y unos doscientos prisioneros, entre los cuales estaban Miguel Barreiro y su esposa.
Mientras que, Rivera en las márgenes del río Negro, cerca del paso del Rabón fue sorprendido ―el 3 de octubre― por Bento Ribeiro y aunque al principio logró escapar, en una espectacular hazaña guerrillera denominada la “Retirada del Rabón”, fue finalmente alcanzado el día 28 en las cercanías de Arroyo Grande, donde fue totalmente vencido. Esta derrota en la Batalla de Arroyo Grande llevó a que numerosos oficiales orientales desertaran acogiéndose en las promesas de amnistía de Lecor.

#### El desmoronamiento de las fuerzas artiguistas
Los principales jefes artiguistas fueron muriendo o cayendo prisioneros. El comandante Mondragón apareció ahogado en el Arerunguá, y su sustituto, Juan Antonio Lavalleja, fue capturado cuando realizaba una batida exploratoria al frente de seis u ocho hombres. El ya famoso guerrillero artiguista, al verse rodeado, ordenó atacar al enemigo, se enredó en las boleadoras y cayó en poder del enemigo. Se dice que cuando iba a ser ultimado, el jefe portugués, admirado de su valor suicida, exclamó: “nadie toque un pelo de este valiente”.
Lavalleja también fue enviado prisionero a la Ilha das Cobras o Isla de las Cobras, y con él marchó su esposa, Ana Monterroso, que lo acompañó durante todo su cautiverio. Bernabé Rivera, sobrino de Fructuoso Rivera cayó prisionero del general Silveira en el este del territorio oriental. También en diversas acciones fueron tomados prisioneros importantes jefes orientales, como el coronel Manuel Francisco Artigas, en las inmediaciones de San José, y Joaquín Suárez, sorprendido en Canelones. También cayó en poder de los lusitanos, Tomás García de Zúñiga, entonces sin mando de tropa, quien traicionó a sus tropas y pasó a Montevideo donde fue recibido y agasajado por Lecor, con grandes consideraciones. A casi dos años de haber comenzado la invasión, Lecor logró ponerse en contacto con el ejército de Curado y consolidar su poder en el sur del Departamento de Río Negro, con la ocupación de Colonia del Sacramento y los puertos del litoral, así como de toda la zona del este, limitando el control de Artigas a únicamente el despoblado norte del actual territorio de Uruguay.

### 1819

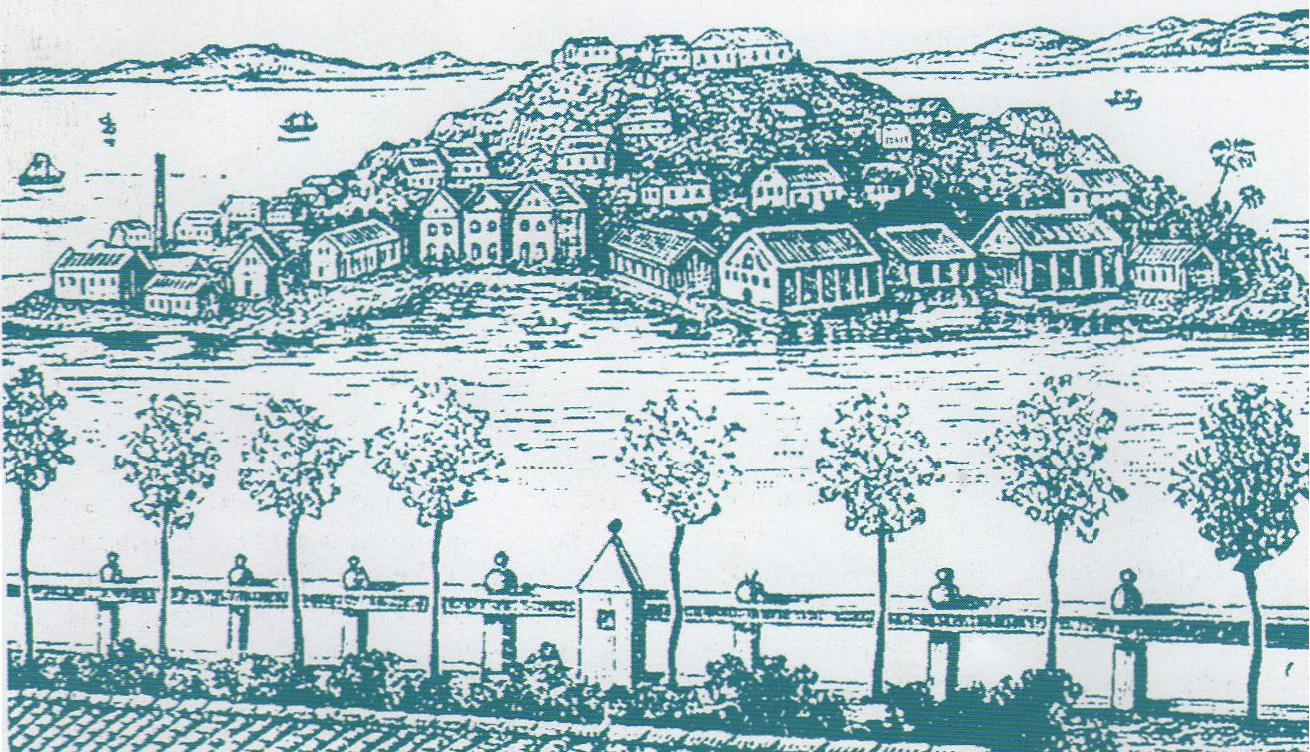
La Ilha das Cobras, situada sobre la bahía de Guanabara al Suroeste de la ciudad de Río de Janeiro, sirvió de prisión para los oficiales artiguistas capturados, como Bernabé Rivera, Andresito Guazurarí y Juan Antonio Lavalleja.

#### La mediación de San Martín
El año 1819 empezó con una mediación de José de San Martín, quien, después de su gran cruce de los Andes y la liberación de Chile, era el militar de más prestigio de las Provincias Unidas del Río de la Plata. Profundamente preocupado por la guerra civil que se desarrollaba entre el Directorio y las Provincias de la Liga Federal, y por la ocupación de la Provincia Oriental por los portugueses, el Libertador, que se encontraba para ese entonces en Cuyo, pidió al prócer chileno Bernardo O'Higgins que mediara en el conflicto, y escribió cartas personales dirigidas a Pueyrredón, a Estanislao López, el caudillo santafesino, y al propio Artigas. O'Higgins envió como mediadores al coronel Luis de la Cruz y a Salvador de Cavarela, con el encargo de que se entrevistaran con los tres jefes antes señalados. Pero el director, desde tiempo atrás en guerra con Artigas, se negó a cualquier acuerdo.

O´Higgins ordenó entonces a sus comisionados que regresaran. Las cartas de San Martín a Artigas y López nunca pudieron llegar a destino, porque De la Cruz y Cavarela se las dieron a Manuel Belgrano (Francisco Bauzá asevera que este las “interceptó”) y no fueron enviadas.

#### Nuevo plan de contra invasión
Artigas recibió el año 1819 con optimismo, ya que sus fuerzas se imponían en el litoral y era previsible un avance federal sobre Buenos Aires. La toma de la capital, la instauración en ella de un gobierno federal y una declaratoria de guerra a Portugal eran los elementos esenciales de su proyecto, que apostaba muy alto. Prácticamente sin jefes ni recursos, Artigas planeó, al iniciarse el año siguiente, una nueva ofensiva en 1819. Reunió las fuerzas dispersas del comandante Aguiar, y llamó a una parte de los escuadrones indígenas misioneros y correntinos, al mando de Sotelo y del cacique guaraní Francisco Javier Sití, con los cuales formó un efectivo de unos 3000 hombres. En mayo de 1819, Artigas intentó repetir el Plan de contra-invasión fracasado en septiembre de 1816. El nuevo plan era tan audaz y bien concebido como los anteriores.
Andresito invadiría por el norte, atrayendo hacia ese lado las fuerzas brasileñas, a las que acosaría con guerrillas, en tanto Artigas siguiendo la sierra de São Martinho da Serra con el grueso atacaría por sorpresa al general Patrício Câmara en el río Santa María, tratando de atacar a las localidades de Río Pardo, Cachoeira, Triunpho y las proximidades de Porto Alegre.
En marzo de 1819, Andresito, por disposición de Artigas organizó nuevamente su ejército con el fin de iniciar un nuevo intento ofensivo sobre las Misiones Orientales. El 23 de marzo abandonó Corrientes, poniéndose al frente de las divisiones misioneras. Con estas divisiones, más las correntinas al mando de Sánchez Negrete, marchó por la parte norte del Iberá y los destruidos pueblos misioneros, buscando el cruce del río Uruguay. El 25 de abril de 1819, Andresito atravesó el río Uruguay, con un ejército que en total contabiliza entre 1.600 y 2000 hombres, compuesto mayormente por guaraníes y milicias de Corrientes. Al llegar al territorio de las Misiones Orientales, las tropas de Andresito inmediatamente lograron ocupar fácilmente las antiguas reducciones jesuíticas de Misiones y el pueblo de San Nicolás (donde estableció su Cuartel General) el 29 de abril a excepción de San Borja que se siguió manteniendo bajo la ocupación lusobrasileña. Francisco das Chagas Santos, sorprendido por las acciones ofensivas de los ejércitos de Andresito, marchó sobre el pueblo de San Nicolás y lo atacó.
Andresito logró rechazar a los sitiadores y los persiguió tenazmente, luego de haber recibido un gran bombardeo de artillería portuguesa. Chagas pidió refuerzos a Abreu y al gobernador de Río Grande del Sur, el Conde de Figueira, mientras que Andresito, que ocupaba San Nicolás, en las Misiones Orientales, donde había logrado vencer a Chagas, en el mes de mayo, debía de unirse con las fuerzas de Artigas pues no tenía informaciones sobre su posición y había tenido serios trastornos con la correspondencia.
Dejó la plaza de San Nicolás al capitán Khiré y se dirigió al Sur buscando la incorporación de Artigas, pero al no encontrarlo, y sin poder comunicarse con él, contramarchó y fue sorprendido y derrotado por Chagas, en la Batalla de Itacurubí donde fue capturado poco después y remitido a la isla das Cobras, junto a los demás jefes artiguistas.
Con la derrota y la prisión de Andresito, el plan de Artigas había nuevamente fracasado. Las causas de su fracaso estaban fundamentalmente en la desproporción numérica, en la diferencia de organización, armamento e instrucción de ambos grupos combatientes. El efecto de sorpresa perseguido por Artigas se vio anulado porque los portugueses interceptaron un chasque que llevaba comunicaciones importantes. Comprendiendo su fracaso, Artigas no juzgó oportuno seguir adelante haciendo un compás de espera, aguardando circunstancias más favorables. Dejó entonces el Ejército dividido en partidas a órdenes de sus tenientes, con misiones de alcance limitado y se desplazó hacia el río Uruguay, su permanente centro de operaciones, a fin de organizar una tercera contra invasión.
En noviembre de 1819, Artigas aprovechó las circunstancias de haber perdido los portugueses la libertad de acción, a causa de la hostilidad continua de las guerrillas artiguistas, lanzando su tercera contra-invasión. Estableció la reserva en los potreros de Arerunguá, dedicado a concentrar y disciplinar sus fuerzas.
Mientras tanto Lecor se encontraba sitiado en Montevideo por Felipe Duarte, quien había sido nombrado por Artigas, Comandante General de la línea sitiadora de Montevideo.
El 17 de noviembre de 1819, Artigas en un oficio datado en Las Cañas, le daba órdenes e instrucciones sobre la forma de conducir la guerra de recursos, recomendándole que en caso de ser imposible la resistencia, se bata en retirada sobre el río Negro, buscando la reincorporación de las otras divisiones, hostilizando siempre al invasión.
Curado se encontraba atrincherado en el Rincón de las Gallinas, el brigadier José de Abreu se encontraba con 600 hombres, en el Paso del Rosario del río Santa María, encargado de cubrir la frontera.
Cumpliendo su plan de obrar sobre el punto más sensible del enemigo, cortándole sus líneas de comunicaciones, Artigas invadió por la Cuchilla de Santa Ana con unos 300 hombres, y cubierto por una vanguardia de unos 500 hombres al mando de Latorre, pero fue interceptada de nuevo la correspondencia artiguista enterándose los portugueses de su idea de maniobra, según se desprende del oficio del Conde de Figueira (Gobernador de Río Grande del Sur) fechado en diciembre de 1819. Artigas llegó hasta el río Santa Maria, atacando el 14 de diciembre de 1819 al coronel Abreu, quien acampaba en las costas del río Ibirapuitán Chico, infligiéndole una completa derrota en la Batalla de Santa María. Esta batalla significó un último y brillante esfuerzo de Artigas, logrando derrotar a las fuerzas de lusobrasileñas y mantenerse en la zona, pese a los ataques portugueses, librándose varios combates, entre el 17 y el 28, con resultados indecisos. Pero la victoria le duró poco, los 400 soldados que comandaba Pedro González y que intentaron la persecución de los vencidos fueron rechazados por el general portugués Patrício Câmara.

### 1820
El año 1820 comenzó, con una nueva derrota para el bando oriental, en enero, Andrés Latorre, fue sorprendido y derrotado en la Quebrada de Belarmino, con lo que se vio forzado a reingresar al territorio oriental.
Latorre, penetró hasta Tacuarembó, donde montó campamento esperando órdenes de Artigas, que había ido a Mataojo, a buscar caballos. Pero el 22 de enero de 1820, el conde Figueira, al frente de 3000 hombres, lo atacó por sorpresa a las 8 de la mañana, en un día de lluvia y de poca visibilidad y, derrotó a las fuerzas artiguistas en la Batalla de Tacuarembó, poniendo definitivo fin, a la resistencia Oriental. El desastre de Tacuarembó, fue el último enfrentamiento entre orientales y portugueses, en el curso de la invasión. Artigas, pasó a Entre Ríos, y solo quedó Rivera, al frente de alguna tropa organizada en el territorio provincial, quien enterado del casi desmantelamiento del ejército patriota, licenció a parte del suyo, para evitar un enfrentamiento, sin posibilidades de éxito. La Batalla de Tacuarembó, significó el fin de la resistencia oriental, y de las invasiones lusobrasileñas.

#### Acuerdo de Tres Árboles
En Mataojo ―actual Departamento de Salto―, José Gervasio Artigas, ordenó a Fructuoso Rivera, que se incorporara a donde él se encontraba, pero don Frutos, que estaba acampando en el paraje Tres Árboles (en campos de la actual  Estancia Buen Retiro - Castillo Morató, cercano a las costas del río Queguay Grande, en el Departamento de Paysandú), ya había celebrado un armisticio con Bento Manuel Ribeiro y, se mantuvo allí, rodeado por el ejército de ocupación, sin posibilidades de dar batalla. Con su gran capacidad negociadora, logró acordar con el jefe luso brasileño, que a los orientales no se les quitara la tierra y a él, se lo nombrara comandante de la Campaña, como forma de garantizar la paz. Consultado, Carlos Federico Lecor, aceptó los términos de la propuesta, de "el patrón", como se le comenzó a conocer a Rivera, en esa zona. Artigas, cruzó entonces el río Uruguay, dirigiéndose a Ábalos, donde había de procurar supuestamente sustentar su ya vacilante Protectorado, enfrentando la lucha con los caudillos federales del litoral y, allí fue traicionado por el caudillo federal de la Provincia de Entre Ríos, Francisco Ramírez. Con la derrota de la Batalla de Tacuarembó, este acuerdo y, Artigas, fuera de la Provincia Oriental, se pone fin, al período histórico del Uruguay, conocido como Revolución Oriental.

## Desarrollo de las acciones bélicas marítimas

### Guerra de Corso
Si bien el recurso de la guerra naval venía siendo empleado por la Revolución Artiguista ―tal el caso del Sabeyro y el Valiente―, que entran en escena a principios de 1816 ―se puede decir que los mismos― según informaba Artigas en una nota al Cabildo se utilizan más que nada “para auxiliar del río nuestros movimientos por tierra”, pero no para hacer la guerra de corso. Un año después, estas y otras naves ondearían su bandera tricolor a la altura del paralelo 25, llegando pronto hasta Río de Janeiro, y subiendo para asediar las costas de Bahía, Pernambuco, Natal, Ceará y Maranhao, provocando entonces la alarma que se tradujo en convoyes, patrullas y refuerzo de la flota, recursos que no detuvieron a los osados corsarios.

Para mediados de 1816 había llegado el momento de buscar ayuda en el extranjero. El caudillo entró en contacto con Thomas Lloyd Halsey, cónsul de Estados Unidos en Buenos Aires y notable empresario, quien utilizó el corso como negocio y medio político a la vez. Halsey tuvo al tanto a su gobierno ―simpatizante con la revolución artiguista― de los procederes del caudillo. El encuentro fue en Purificación, un pueblo fundado por el prócer a orillas del río Uruguay. En la entrevista, el acierto político de Artigas evitó la injerencia directa de una nación extranjera en el proceso revolucionario ―al no aceptar las escuadras de mercenarios estadounidenses que Halsey le ofreció― y extendió en cambio, a través de la guerra de corso, la lucha desde el Río de la Plata a los mares del mundo. Práctica frecuente en la época ―empleada por Buenos Aires contra los españoles, por ejemplo― consiste en el otorgamiento, por parte de uno de los beligerantes, a simples particulares, de la autorización para armar navíos mercantes, capacitándolos para atacar o asaltar a los buques enemigos y hacerlos presas. El cónsul norteamericano partió de Purificación con las patentes de corso destinadas a Baltimore y una carta de Artigas para el presidente James Monroe:

“aprovecho esta oportunidad favorable para presentar a V.E. mis mas cordiales respetos. Los diversos sucesos de la Revolución no me han permitido hasta ahora cambiar este deber con mis deseos […].”

Para que el corso artiguista tuviera todo el valor legal debió ser reglamentado, delimitándose los derechos y obligaciones de las partes. La Ordenanza General de Corso es un documento de 18 puntos elaborado por Artigas, en el cual se esgrimen los principios del derecho internacional público y es ―aun desde el juicio actual― un ejemplo por su mesura, ecuanimidad y cabal sentido de las normas de la “guerra justa” (Ius ad Bellum), una vieja doctrina de origen filosófico y religioso, que codifica el comportamiento bélico y que ha inspirado la reglamentación incluso de guerras contemporáneas. Las letras patentes de Artigas constan de tres documentos: una patente de navegación, que individualiza al barco determinado su nacionalidad; una patente de corso, que designa al corsario y le autoriza el ataque a la navegación enemiga, y una carta de presa, que atiende a la seguridad de las naves tomadas y su conducción a puerto.
Es a partir de entonces que se inició una febril actividad corsaria, con las patentes en blanco que el cónsul estadounidense hace llegar a Baltimore y a otros puertos de Estados Unidos. Desde 1817 hasta 1821 ―con Artigas ya vencido y exiliado en el Paraguay― las mismas seguirían siendo otorgadas por el propio cónsul Halsey, que colaboró por todos los medios con la revolución ―que coincide con su negocio― como intermediario y gerente ante el Estado Oriental: incluso llegó a actuar como armador de expediciones.
La estrategia de asedio naval de Artigas consistía en bloquear el puerto de Buenos Aires impidiendo que las naves comerciales europeas arribaran a él, mientras que promovió el saqueo de las naves portuguesas y españolas, sin mediar más trámite. Mediante la guerra de corso, Artigas lograba no solo la interdicción de las rutas marítimas portuguesas y españolas ―dificultando su comercio y sus abastecimientos― sino que también la utilizó como medio de llegar a la opinión mundial e interesarla en la situación rioplatense. Pero no todas son ventajas, la guerra de corso también supuso conflictos con intereses imperiales europeos; apoyos en el creciente poderío naval de una nación con cuatro décadas de vida republicana independiente: Estados Unidos, litigios y debates judiciales en las cortes de Maryland; reclamaciones de los estados que se creían perjudicados, con largas secuelas de vaivenes diplomáticos; y a su vez, reclamaciones de los capitanes corsarios, que resonaron varios años después de jurada la Constitución del Uruguay.
Las campañas de los corsarios resultarían asombrosas. Alrededor de 50 goletas y bergantines con evocadores nombres, entre otros República Oriental, Fortuna, Valiente o Intrépido, llegaron a apresar más de 200 buques enemigos, frente a las costas de Brasil, África, las Antillas, Madagascar, España y Portugal.

### El corso artiguista
Pedro Campbell, un irlandés que llegó junto a los ingleses como invasor, y se quedó en estas tierras para pelear como marino de la independencia. A su escuadra fluvial el artiguismo se suma otras embarcaciones, dándoles patente de beligerancia de 1816. En aquel año decisivo, Artigas hace correr una proclama por todos los pueblos de la Liga Federal:

Últimamente a presencia de la irrupción de Portugal, apuro aquel gobierno [el de Buenos Aires] sus movimientos sobre Santa Fe [aliada federal], excitando con justicia nuestros fundados recelos. […] Buenos Aires mantiene una conducta criminal, manteniendo el comercio y las relaciones con Portugal.

La gravedad de las circunstancias no permiten ya elegir los medios con los que enfrentarlos: “todos tramoyan contra nosotros”, llegaría a escribir ―jaqueado― el jefe de la revolución. En ese amargo contexto y ante la traición ―una vez más― de la Junta porteña. Artigas ordena el cierre de puertos con el fin de bloquear a los porteños, y es Campbell el encargado en el río Paraná de desarbolar y poner en custodia la carga de decenas de buques cuyo destino es Buenos Aires. Las embarcaciones que pasan por la Banda Oriental, por Entre Ríos, por Santa Fe y Corrientes, terminan siendo decomisadas por estos primeros corsarios, que provocan graves daños al comercio porteño.
Si bien la práctica funciona por un tiempo, en ese entonces la guerra de corso de Artigas todavía estaba planeada en términos de “hostigamiento, sin consecuencias”, que pudieran considerarse drásticas para el comercio lusitano. Las naves dedicadas, generalmente, eran de escaso tonelaje y su teatro de operaciones se remitía a una área relativamente pequeña en Uruguay y el Río de la Plata (entre Buenos Aires y Maldonado), esta área estaba controlada, por el comandante Pedro Campbell y su escuadrilla formada por faluchos y lanchones artillados. Su actuación estuvo coartada por la censura de Pueyrredon, que ejerció una severa custodia a los mercantes lusitanos que llevaban destino a Buenos Aires”.
En 1817, uno de los momentos más críticos para la revolución, es el momento en el cual los corsarios dejan de ser una pequeña escuadrilla, que controla una pequeña parte del río de la Plata y comienzan a tener más preponderancia en esta contienda. El ejército artiguista ha quedado reducido a la mitad, los portugueses encaminados en las principales ciudades, y el gobierno bonaerense provocando levantamientos en Entre Ríos y además planificando la invasión de Santa Fe. La defección en el frente oriental corre por dentro, los montevideanos que habían apoyado la revolución se inclinaba ahora ante los portugueses, y sus intereses capitalistas y oligárquicos. Por lo que la actuación de los corsarios empieza a pesar cada vez más. Los nombres de los capitales que enarbolan la bandera tricolor y asuelan las costas del Atlántico Norte, el Mediterráneo, Brasil y el Río de la Plata con sus veloces y livianas embarcaciones nos resultan ilustrativos para cortejar su procedencia, mayoritariamente anglosajona: Murphy, Chase, Clark, Taylor, Cathill, Bond, Morgridage, Champlin, Nutre y Daniels. Tan solo este último capital realiza en 14 meses más de 30 abordajes con el Irresistible, obteniendo 200 000 dólares en oro que deposita en un barco de Estados Unidos.
Con buen velamen, estos barcos ―antecesores de los navíos conocidos como clípers― pueden acercarse sobre sus presas, o evadirlas, en caso de que sean de mayor porte. Con buenos vientos y experimentaos prácticos, los buques corsarios que operan en el Río de la Plata lo hacen a favor de los canales principales de navegación, llevando sus embarcaciones a los bariles de los barcos de arena, donde prácticamente se anula cualquier amenaza de contraataque enemigo.
Una vez determinada la presa, se efectúa en abordaje con ganchos de arpeo, con los cuales los corsarios se hacen fuerte en el casco del barco enemigo, apresando la nave y amadrinando un buque contra el otro. Utilizadas con fines más bien intimidatorios, solo de ser muy necesario se emplean las piezas de artillería, que no son de gran porte y se limitan a culebrinas y cañones de pequeño y mediano calibre. En realidad, se trata de no afectar al buque capturado para así poder repartirlo como botín de presa. La caída en manos de patriotas de buques mercantes proveerá de divisas a la revolución ―el 4% del total “declarado”, que por supuesto no es lo mismo que el total “capturado” y decomisado― y además creería disgustos y confusión entre los países que comercian con Portugal. Pero sobre todo, aquellas serían grandes acciones de propaganda, mediante las cuales la causa artiguista logrará el apoyo, la simpatía y la opinión pública de otras naciones.

### Convenio comercial con el Imperio Británico
Con la intención de desabastecer a los portugueses, el 3 de agosto, el General Artigas firmó un convenio comercial con Inglaterra, aunque finalmente el mismo no fue ratificado por la potencia europea. El tratado establecía que:

- Aquellos buques ingleses que comercian con la Banda Oriental tienen que usar sus colores nacionales y estar provistos de un pasaporte del Comandante británico.
- Tendrán que pagar los derechos fijados en el documento adjunto sobre las importaciones y exportaciones.
- Se precisa que nunca se les exigirá ninguna contribución o impuesto extraordinario.
- Los mercantes ingleses pueden establecerse en las ciudades puerto de mar y efectuar su comercio, pero no les está permitido proseguir al interior.
- No está permitido el comercio con puertos en posesión de los portugueses.

### Los frentes de combate

#### En el río Uruguay
Se basó en pequeñas embarcaciones con que desde Purificación había Artigas establecido una constante comunicación con Montevideo. A fines de 1817, estaba ya en funcionamiento una flotilla de embarcaciones armadas al mando del capitán Justo Yegros. La misma apoyó los movimientos de los revolucionarios en su intento de invadir los territorios ocupados por los portugueses. En apoyo de las operaciones contra San Borja, esta escuadrilla destruyó con su artillería parte de las defensas del pueblo, ocupado por los portugueses.
Otra flotilla en estrecho contacto con las fuerzas terrestres operaba en 1818 más abajo del río Uruguay. La misma fue apresada por Senna Pereyra en mayo de ese año, cuando el almirante portugués, destruyó las baterías orientales, que se encontraban sobre el río Uruguay y luego, transado con su flotilla a Bento Manuel Ribeiro, para que invadiera la Provincia de Entre Ríos.

#### En el río Paraná
Durante la campaña contra Buenos Aires y hasta la caída de Alvear y asunción de Pueyrredón, en mayo de 1815, Artigas tuvo la permanente preocupación de controlar las actividades comerciales de la ciudad porteña, para impedir que las mismas se relacionaran con la Liga Federal. La solución de dicho problema fue encarada por la acción directa de las comunicaciones dentro del propio río Paraná, por lo que allí surgió, en 1817, la primera flotilla de Artigas al mando del capital francés Luis Lanche. Su flotilla fue la que, en las operaciones de febrero de 1815, bloqueó Santa Fe y apoyó las acciones de Fernando Otorgués. Luego de esas acciones, y en razón de su conducta, Artigas arrestó a Lanche.
Dirá entonces: por la arbitrariedad con que se conducía, lo tengo con una barra de grillos asegurado. En 1818 una nueva flotilla al mando del irlandés Pedro Campbell ―con base de operaciones en Corrientes― mantendría la vigilancia en el Paraná con el objetivo de impedir el tránsito de los elementos revolucionarios paraguayos apoyados por Buenos Aires. En los últimos meses de 1818, cuando Artigas ya estaba casi derrotado, Campbell continuó peleando ―y obteniendo victorias― en el río Paraná.

#### En el Río de la Plata
Cuando se produjo la invasión portuguesa, Artigas desde Purificación apeló al recurso de la guerra de corso. El objetivo era impedir el comercio portugués en toda la región del Plata. El primer apostadero naval fue Colonia del Sacramento desde donde era fácil controlar la llegada de los buques mercantes portugueses a Buenos Aires. Entre fines de 1816 y principios de 1817, los corsarios de Colonia capturaron tres mercantes portugueses. El último de estos apresamientos, el de la gorleta San Joao Baptista, motivó la represalia de Lecor a través de expediciones y un servicio de vigilancia en el río. Ya en 1818, Lecor resolvió bloquear Colonia con sus barcos y anular así la base de operaciones de los corsarios, luego a fines de 1818, Colonia del Sacramento, caería en manos de los portugueses.

#### En el océano Atlántico
Después de 1818, imposibilitado Artigas de armar barcos en Colonia del Sacramento o Montevideo, recurrió a sus relaciones con los Estados Unidos para utilizar sus puertos, en especial el de Baltimore. Durante todo este año aumentó el poderío de los corsarios artiguistas en el Atlántico, continuando en 1819 y 1820, y el comercio portugués, además del español, sufrieron pérdidas cuantiosas. A tal punto que Inglaterra se negó a aceptar seguros por mercaderías portuguesas, a menos que fueran transportadas en buques de la armada. Portugal se vio obligado a utilizar el sistema de convoyes para proteger a sus mercantes con naves de guerra. En 1819 una escuadra artiguista bloqueó los puertos brasileños en el océano Atlántico al norte de Río de Janeiro. Su actividad paralizó prácticamente el comercio norteño con Portugal, al punto que el gobernador de Pernambuco expresó que los corsarios “amenazaban con dejarlos sin ningún navío”.

## Consecuencias

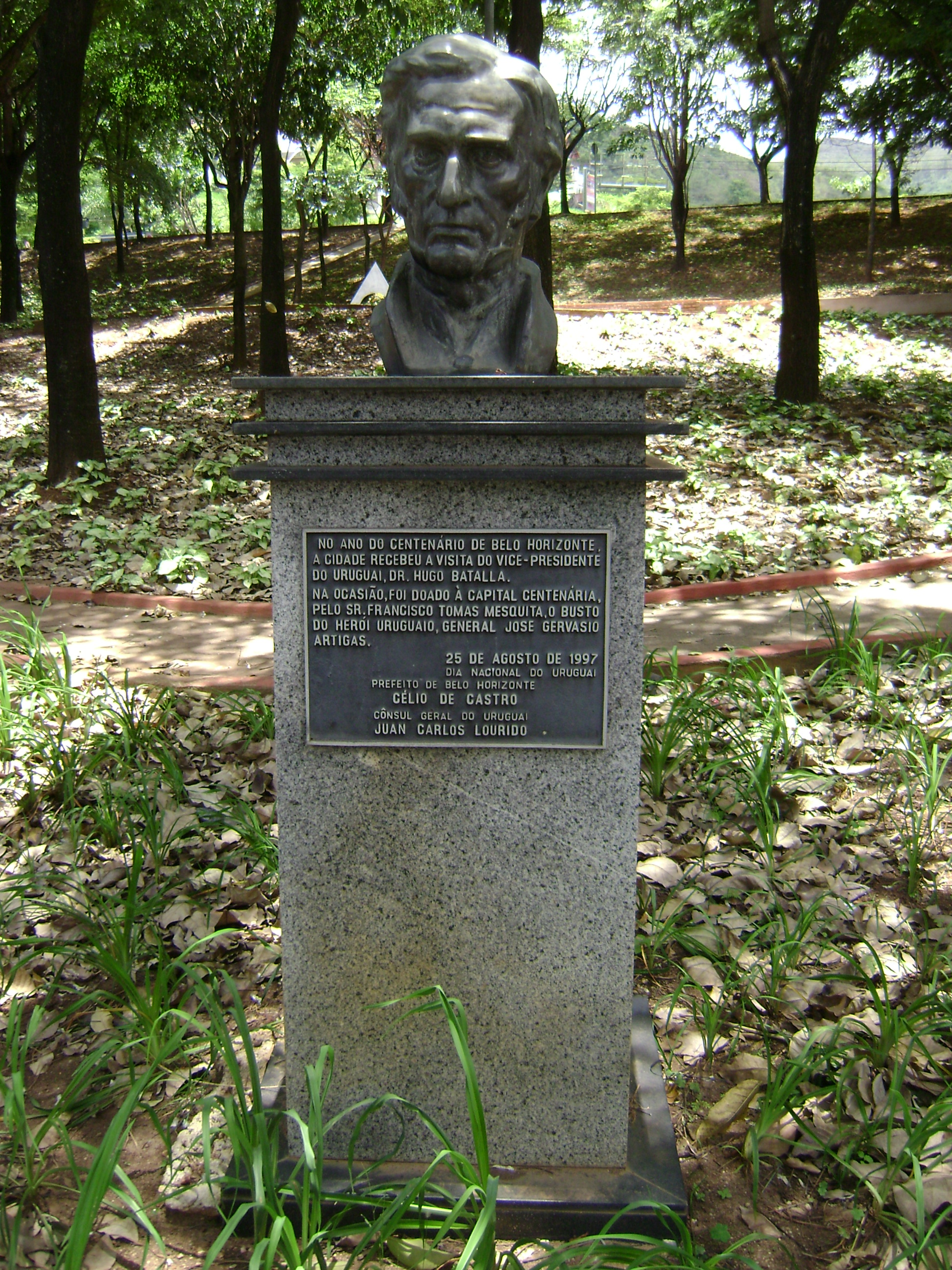
Busto de José Gervasio Artigas en Belo Horizonte.

Al finalizar la invasión portuguesa, al menos 4000 orientales (el 6 % de la población de la Banda Oriental) habían muerto en tres años y medio de resistencia. Artigas se dirigió entonces hacia la banda occidental del río Uruguay, acompañado por 300 jinetes. En tanto, los caudillos federales Francisco Ramírez de Entre Ríos y Estanislao López de Santa Fe, siguiendo órdenes de Artigas (el “Protector”) avanzaron hacia Buenos Aires y el 2 de febrero de 1820 derrotaron al entonces director supremo José Rondeau (quien había ordenado a José de San Martín que viajara con sus tropas desde el Norte para apoyar la lucha antifederal, porque este no acató tal orden) en la batalla de Cepeda. Rondeau, luego de la aplastante derrota propiciada por las fuerzas federales en esta batalla, se vio obligado a renunciar y lo sucedió Manuel de Sarratea.
Sarratea salió de la ciudad y en la actual ciudad de Pilar, a 5 leguas de la ciudad de Buenos Aires, se encontró con los caudillos vencedores. Luego de una breve negociación, allí se firmó el 26 de febrero de 1820 un acuerdo o pacto entre las provincias de Buenos Aires, Entre Ríos y Santa Fe que establecía la paz y la asunción del federalismo, en lo que se conocería como el Tratado del Pilar. Se convenía que en el plazo de dos meses se reuniría un congreso de diputados de las tres provincias — al que se invitaba a las demás a sumar sus representantes — para constituir un gobierno central que instauraría el sistema federal. Se aprobaba una amnistía y decretaba la libre navegación de los ríos Paraná y Uruguay. Las autoridades del régimen caído debían afrontar un juicio público ante un tribunal que se designaría oportunamente. Respecto a la Provincia Oriental, invadida y ocupada, se decía que ante “la invasión con que amenazaba a Santa Fe y Entre Ríos una potencia extranjera, que con respetables fuerzas oprime a la provincia aliada de la Banda Oriental”, los gobiernos de aquellas esperaban de Buenos Aires “auxilios proporcionales para resistir cualquier eventualidad”. Se agregaba que:

[...] aunque las partes contratantes están convencidas de que todos los artículos arriba expresados son conformes con los sentimientos y deseos del Eximo. Sr. Capitán General de la Banda Oriental d. José Artigas, según lo ha expuesto el Sr. Gobernador de Entre Ríos, que dicen hallarse con instrucciones privadas de dicho Sr. Eximo. Para este caso, no teniendo suficientes poderes en forma, se ha acordado remitirle copia de esta acta para que, siendo de su agrados entradle desde luego las relaciones qué puedan convenir a los intereses de las provincias de su mando, cuya incorporación a las demás federales se mirara como un dichosos acontecimiento.

No se declaraba la guerra a Portugal, como había sido exigencia tajante del Protector. Se definía a la Provincia Oriental como “aliada” y se le negaba por lo tanto, el carácter de miembro de una alianza ofensivo-defensiva (lo mismo respecto de Corrientes y Misiones, pero estas no estaban ocupadas). Se negaba a Artigas el tratamiento de Protector de los Pueblos Libres y se le nombraba solamente como capitán general de la Banda Oriental. De esta manera Ramírez y López, en virtud de la situación ventajosa en la que estaban, tomaron distancia de su hasta entonces jefe Artigas, restándole autoridad sobre sus provincias. Se afirma que, junto al acuerdo firmado, hubo un pacto verbal secreto entre Sarratea y Ramírez, por el cual Buenos Aires se comprometía a apoyar a este último en su previsible guerra contra Artigas. La unidad del movimiento federal, a la hora del triunfo, se quebraba irremediablemente.
El pacto de Pilar, que para Artigas fue una «confabulación con los enemigos de los pueblos libres para destruir su obra y atacar al jefe supremo que ellos se han dado para que los protegiese», derivó en una guerra con Ramírez y la firma del Pacto de Avalos con Corrientes y Misiones. Ramírez derrotó a la pequeña tropa de Artigas en una sucesión de enfrentamientos entre junio y agosto de 1820. En septiembre Artigas se exilió en el Paraguay, lo que implicó el fin del ciclo histórico de casi una década.
Mientras esto sucedía, la totalidad del territorio de la Provincia Oriental, quedaba en manos de los luso-brasileños, convirtiéndose en la llamada «Provincia Cisplatina», una provincia más del Reino Unido de Portugal, Brasil y Algarve. Cuando en 1820 el rey del Reino Unido de Portugal, Brasil y Algarve Juan VI decidió regresar con su familia y su corte a Lisboa por el estallido de algunos movimientos liberales en Portugal, el hijo mayor del rey y heredero del trono, don Pedro I de Braganza, quedó en Río de Janeiro como regente, Pedro I un joven inteligente y ambicioso, que se había vinculado con los plantadores y terratenientes brasileños, se puso al frente de la conspiración independentista brasileña.
Cuando en 1822 su padre alarmado debido a la evidente presidencia de la política impulsada por Pedro respecto a las disposiciones que llegaban desde Lisboa, don Juan IV ordenó a su hijo que regresara a Europa pero este se rehusó y proclamó en el Senado brasileño “Eu fico” (“Me quedo”), por fin el 7 de septiembre, Pedro I recibió desde Lisboa una carta cuando se encontraba a orillas del arroyo Ipiranga declarando nula su negativa a regresar y dándole un ultimátum, por lo que este respondió “Independencia o Muerte”, este acontecimiento conocido como “Grito de Ipiranga” selló definitivamente la Independencia de Brasil. Mientras que en la Provincia Cisplatina los ánimos de independencia eran distintos, las dotaciones de Voluntarios Reais do Principe (de generalmente origen portugués), tomaron con renuencia esta disposición de Pedro I y estuvo a punto de estallar un conflicto armado, pero no llegó a mayores y las divisiones portuguesas se retiraron a su lugar de origen. En el devenir de los hechos la Provincia Cisplatina se convirtió en ese momento en provincia del naciente Imperio de Brasil, pero no por mucho, en 1825 un movimiento independentista liderado por Juan Antonio Lavalleja, llamado “Cruzada Libertadora”, pondría fin a la ocupación brasileña, luego de que los mismos orientales declararon su independencia de Brasil y su anexión a las Provincias Unidas del Río de la Plata en el Congreso de la Florida, lo que trajo de por sí la negativa de parte del Imperio de Brasil y una guerra en contra de las Provincias Unidas del Río de la Plata, recordada como Guerra del Brasil, guerra de 3 años de duración que terminó con una mediación británica por parte del diplomático Lord John Ponsonby, que signaría la Independencia total de la Provincia Oriental tanto del Imperio de Brasil como de las Provincias Unidas del Río de la Plata en 1828, con el nombre de Estado Oriental del Uruguay.

### En español
- Peirano, Ricardo (2002). Gran Enciclopedia del Uruguay. Barcelona: Sol 90. OCLC 51576630.
- Alonso Rodríguez, Edison (1954). Artigas Aspectos Militares del Héroe. Montevideo: Florensa & Lafon.
- Maiztegui Casas, Lincoln (2004). Orientales una historia Política del Uruguay 1. De los orígenes a 1865. Buenos Aires: Grupo Planeta. ISBN 950-49-1330-X.
- Washington Reyes Abadie, Oscar H. Bruschera y Tabaré Melogno (1975). El Ciclo Artiguista, tomo II. Montevideo: Cordón.
- Loza, Emilio (1948). Historia de la Nación Argentina - desde los orígenes hasta 1862: la invasión Lusitana - Artigas y la defensa de la Banda Oriental. Buenos Aires: El Ateneo.
- Gómez, Hernán (1929). Historia de la provincia de Corrientes: desde el tratado del Cuadrilátero a Pago Largo. Corrientes: Imprenta del Estado.
- Beraza, Agustín (1949). Los corsarios de Artigas. Montevideo: Revista Histórica.
- Beraza, Agustín (1967). El pueblo reunido y armado. Montevideo: Revista Histórica.
- Paternain, Alejandro (1994). La cacería. Montevideo: Fin de Siglo. ISBN 9974-49-013-8.
- Ribeiro, Ana (2004). El caudillo y el dictador. Buenos Aires: Planeta. ISBN 950-49-1134-X.

### En portugués
- Lima, Manuel de Oliveira (1903). Dom João VI no Brazil. 1808-1821. Rio de Janeiro: Typ. do Jornal do Commercio.
- Calogeras, João Pandiá (1933). A política exterior do Império. São Paulo: Nacional.
- Do Nobre, Fernando (1922). As Fronteiras do Sul: A Jurisdicção das Águas do Prata e a Ilha Martin Garcia. São Paulo: Officinas Graphicas Monteiro Lobato & Cia.
- Sérgio Buarque de Holanda & Bóris Fausto (org.). (1922). História Geral da Civilização Brasileira Tomo II, Vol 1º. São Paulo: Difusão Européia do Livro.
- Homem, Cel. J.S. Torres (1922). Annaes das guerras do Brazil com os Estados do Prata e Paraguay. Río de Janeiro: Imprensa Nacional.
- Donato, Hernâni (1987). Dicionário das Batalhas Brasileiras. São Paulo: Ibrasa.

- Datos: Q2356791
- Multimedia: Guerra contra Artigas / Q2356791